# Pain
Pour les articles homonymes, voir Pain (homonymie).

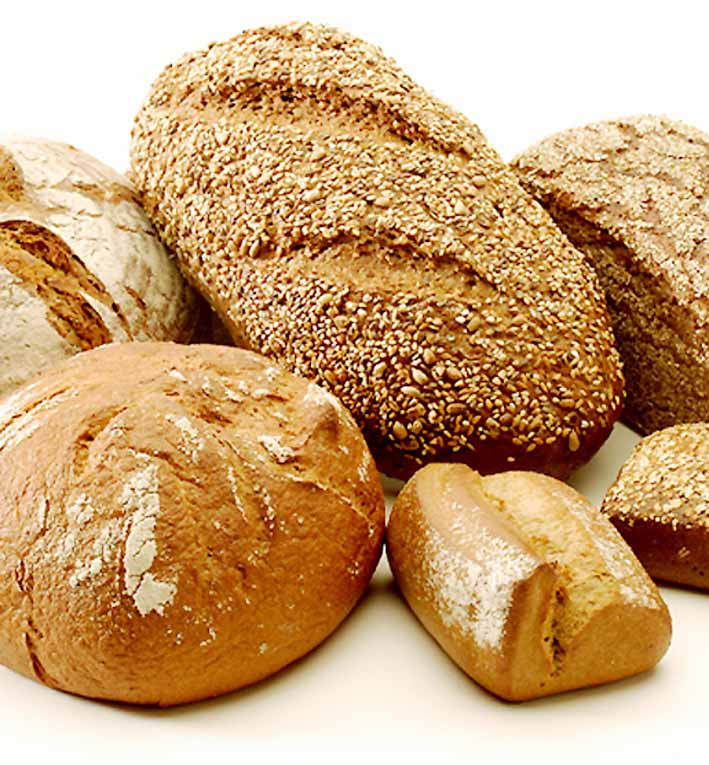
Différentes sortes de pain.

Le pain est l'aliment de base traditionnel de plusieurs cultures. Sa mention remonte, en France, à des manuscrits datant du Moyen Âge. Il est fabriqué à partir de farine et d'eau et contient généralement du sel. D'autres ingrédients s'ajoutent selon le type de pain et la manière dont il est préparé culturellement. Lorsqu'on ajoute le levain ou la levure, la pâte du pain est soumise à un gonflement dû à la fermentation.
Le pain est obtenu par cuisson de la pâte, au four traditionnel, ou four à pain, ou par d'autres méthodes (pierres chaudes par exemple). La fabrication du pain (panification) est le métier du boulanger. Le pain est souvent commercialisé dans les boulangeries.
La farine provient principalement de céréales panifiables — blé tendre (froment), épeautre ou seigle. On peut y adjoindre, en quantité modérée, des farines d'autres denrées non panifiables telles que le sarrasin, l'orge, le blé dur, le maïs, la châtaigne ou la noix. Les céréales panifiables se caractérisent par la présence de protéines capables de générer un gluten aux propriétés élastiques, qui permet d'emprisonner les bulles de dioxyde de carbone dégagées par la fermentation, entraînant la montée de la pâte, dite « pâte levée », et créant la mie.
Cette fermentation, dite fermentation alcoolique, produit outre le dioxyde de carbone, de l'éthanol, qui est vaporisé lors de la cuisson. Sans ajout de levain ou levure, le pain est dit azyme.

## Histoire
Le pain que nous consommons aujourd’hui résulte d’un long cheminement agricole, technologique et gastronomique. En effet, l’histoire du pain commence dès le Paléolithique supérieur. L'usage du pain semble s'être répandu en Europe par le biais des Phéniciens.

### Préhistoire
Des traces de pain sans levain ont été trouvées sur plusieurs sites datés de 30 000 ans av. J.-C. : des grains d'amidon provenant de rhizomes de roseau à massette et de fougère ont été identifiés sur des pierres assimilées à des pilons et des mortiers. Ces rhizomes étant toxiques, on peut supposer que les racines étaient pelées et broyées, avant d'être cuites.
Au Moyen-Orient, il est très probable que le pain soit apparu avant l'agriculture, comme le montrent les fouilles de Çatal Höyük, en Turquie, et probablement avant la poterie. sur ce même site, des restes d'une pâte levée remontent à 6600 av. J.-C. Ce pain était agrémenté de graines d'herbe de Sainte-Sophie (Descurainia sophia), constituant la plus ancienne preuve de l'usage de condiments. Encore plus anciens, les restes d'un pain plat de céréales sauvages, cuit il y a 14 400 ans, ont été découverts en 2018 sur le site natoufien de Shubayqa 1, au nord-est de l'actuelle Jordanie,. Ces restes amylacés contenaient des bulles, preuves de fermentation et de la nature même du pain.
Au début de l’agriculture, vers 8000 av. J.-C., dans la région du Croissant fertile, l'amidon provenait essentiellement de grains de céréales. Au cours de l’Antiquité, avec l’avènement des civilisations méditerranéennes (sumérienne, égyptienne, grecque et romaine), l'histoire du pain est intimement mêlée à l'évolution d'outils comme la meule à grains.

### Antiquité

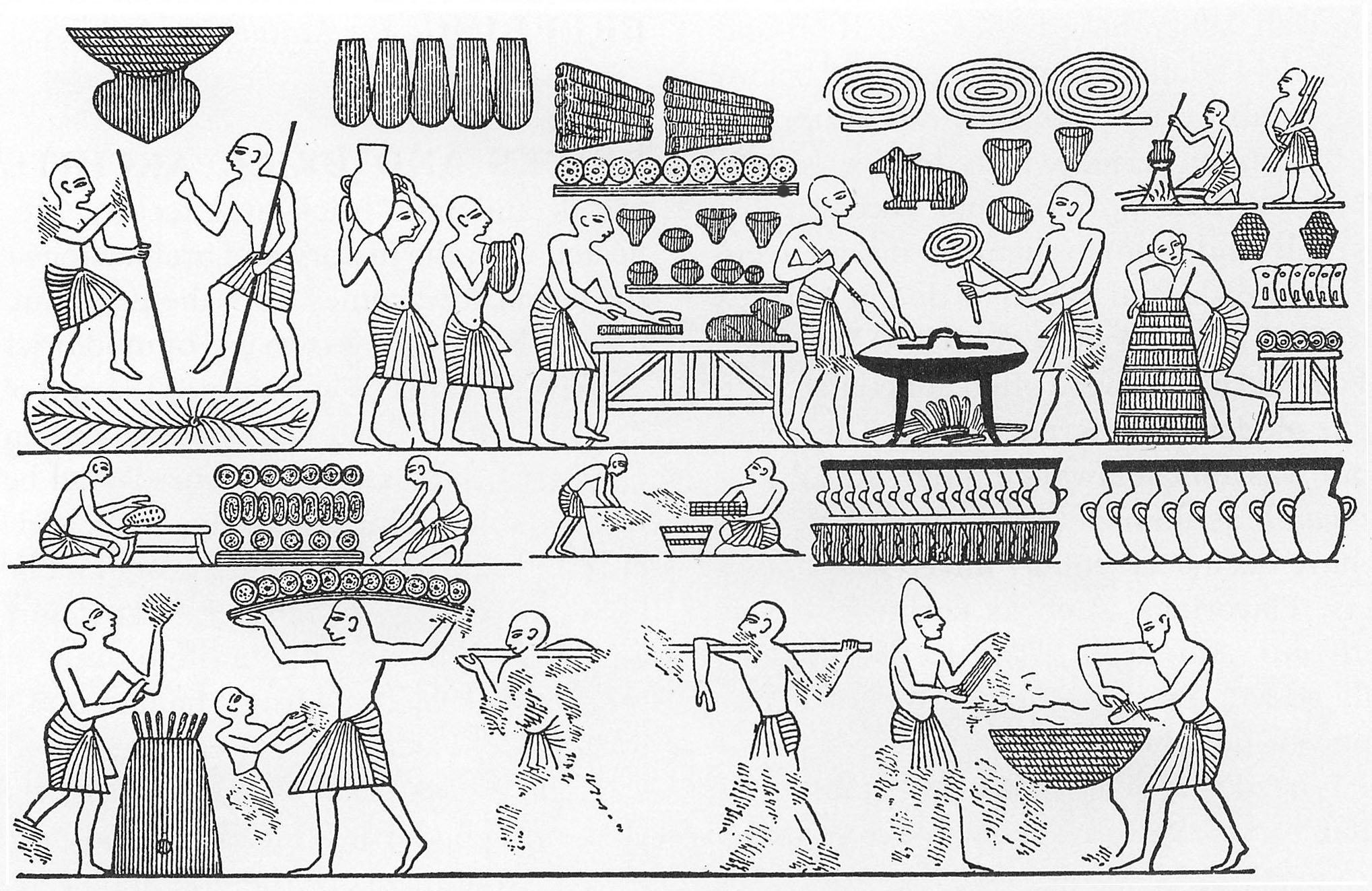
Scènes de fabrication du pain sur la tombe de Ramsès III.

#### Égypte
Il est d'usage d'attribuer la primeur d'une consommation régulière de pain au levain aux Égyptiens alors que, des siècles plus tard, les Romains se nourrissaient encore de bouillie. Grands observateurs de la nature, les Égyptiens avaient compris qu'ils pouvaient fabriquer du pain en mélangeant du grain écrasé, ou moulu, à l'eau du Nil, particulièrement riche en limons, ceux-ci renfermant des agents de fermentation utilisés encore trois millénaires plus tard. Cette découverte — laisser la pâte en attente, livrée à l'action des germes, puis oser la cuire —, donna aux habitants de la vallée du Nil un ascendant considérable sur les peuples mangeurs de bouillie et de galette.
Les vestiges les plus reculés de pain remontent à l'époque prédynastique. Tout au long de l'histoire, les anciens Égyptiens ont placé des provisions dans les tombes pour assurer au mort sa subsistance dans l'au-delà. Les nécropoles de l'époque gerzéenne (-3650, -3400) ont conservé des restes de pain levé (Peters-Destéract, 2005). Un repas funéraire, bien conservé dans la tombe Saqqarah 3477 de la deuxième dynastie (-2850, -2647), contenait une miche de pain triangulaire, faite de blé emmer. Dans la tombe de Kha, à Deir el-Médineh (XVIIIe dynastie, -1550, -1292), on a trouvé un échantillonnage presque complet des pains utilisés à l'époque.
Si ces vestiges sont des témoignages directs précieux du savoir-faire égyptien, les bas-reliefs et les fresques nous apprennent beaucoup plus sur les techniques de broyage du grain, du tamisage, de la préparation de la pâte au levain et de sa cuisson. Par exemple, la légende d'une scène de boulangerie appartenant à un mastaba de Giza, dans laquelle la boulangère interpelle son compagnon, préposé au chauffage des fours, en ces mots : « Fais que ça chauffe bien, car la pâte a reçu le heza. » Il semble que heza, après s'être appliqué au levain, ait désigné par la suite la pâte levée. Les pains égyptiens étaient cuits dans des fours en terre en étant séparés de la surface de cuisson par une couche de son.

#### Mésopotamie
En Mésopotamie, les galettes d'une pâte non levée sont cuites en les appliquant sur les parois brûlantes du four. L'épopée de Gilgamesh évoque la figure du boulanger qui pétrit, pour la déesse, « le pain cuit sous la cendre ». Le pain au levain ne fait son apparition qu'au cours du premier millénaire avant notre ère. Sa préparation plus longue et plus délicate en fait un mets réservé pour certaines occasions.
Les Sumériens consommaient une variété impressionnante de biscuits (ni.har.ra) et de galettes, à base de pâte à pain levé. Prêtresses et scribes faisaient des libations et des sacrifices en offrant du pain aux divinités. Plus de 200 variétés de « pains » ont été enregistrées dans un recueil de tablettes (Benno Lansberger) — selon les farines, les modes de pétrissage, les ingrédients (avec pistaches et figues sèches, raisins secs, etc.), cuissons et présentations.

#### Grèce
Les Grecs développent le métier de boulanger et confectionnent plus de 70 variétés de pain, en utilisant pour faire lever la pâte des levures issues du vin et conservées en petites amphores. Vers le début du Ve siècle av. J.-C., ils inventent le moulin à trémie d'Olynthe qui soulage le travail des meuniers.
Selon les époques, le pain de froment est réservé ou non aux jours de fête.

#### Rome

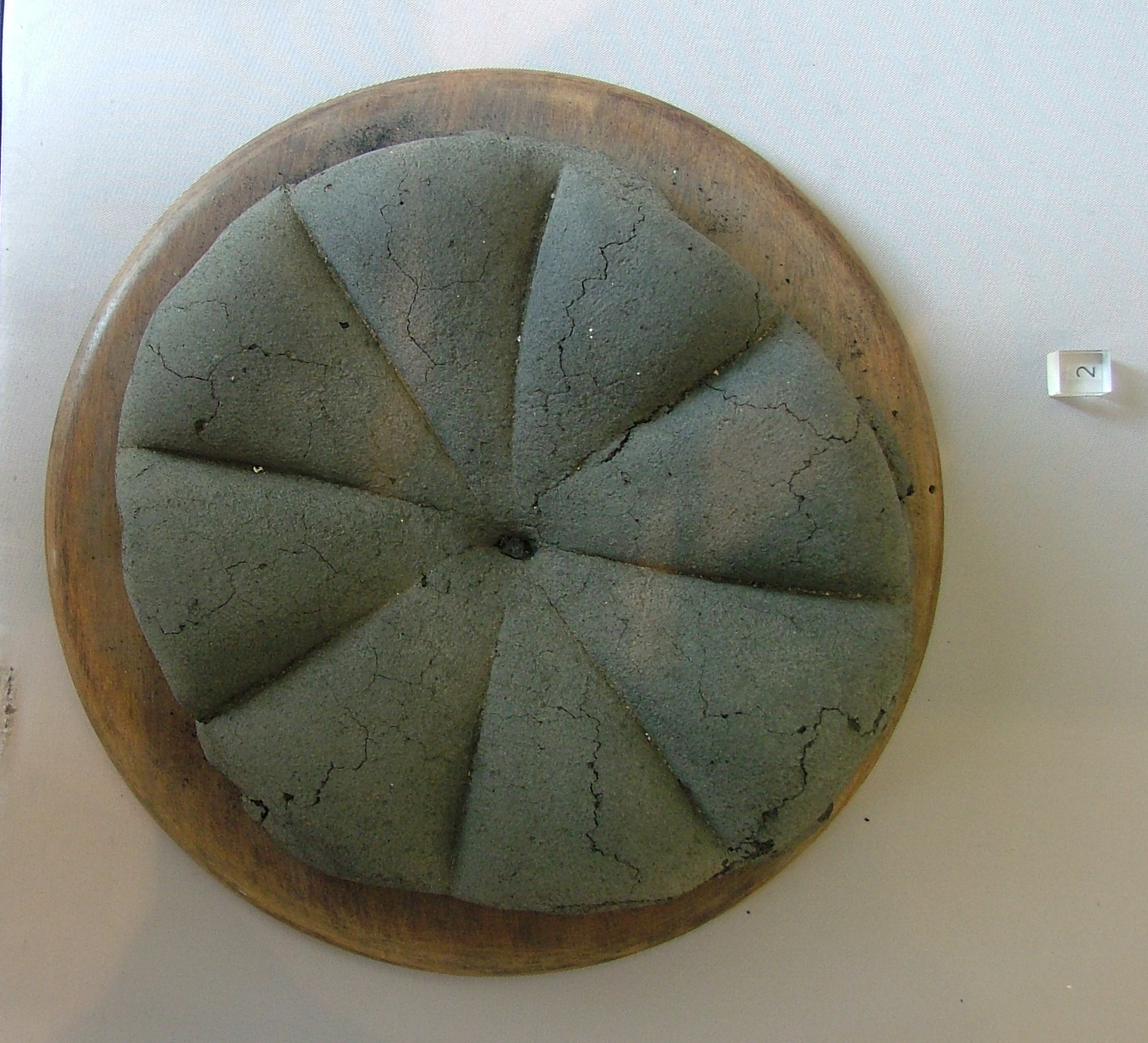
Pain de Pompéi.

Pour les Romains aussi, le pain est, avec la bouillie de céréales, l'aliment de base. Ils reprennent le mode de fabrication grec à base de levure provenant de moût de vendange et améliorent le pétrissage. Pour faire croire aux Gaulois assiégeant Rome qu'ils ne pourraient la réduire par la famine, les Romains jettent du pain sur les assiégeants.
Ils créent à Rome, sous Trajan, un collège de meuniers-boulangers et, à divers endroits, de grandes meuneries-boulangeries. Les plus riches mangent des pains de farine blanche en forme de lyres, d'oiseaux, d'étoiles ou d'anneaux entrelacés, les pauvres un pain de farine et de son, ou du pain d'orge. Le pain, à certaines époques, est distribué gratuitement à la population pauvre de Rome pour éviter les émeutes.
Les pains entiers retrouvés à Pompéi sont entaillés en rayons selon l'habitude grecque, ce qui permet un partage aisé.
Pline l'Ancien écrit que les Gaulois ajoutent à la pâte l'écume de boissons céréalières, et que leur pain, plus léger, est fort apprécié. Sous le règne d'Auguste, on compte 329 boulangeries à Rome.
Le pain prend ensuite un caractère sacré avec l'expansion du christianisme. Il restera pendant longtemps l'aliment de base des pauvres. Le pain est alors composé d'un mélange de méteil, d'orge et d'épeautre.

### Moyen Âge

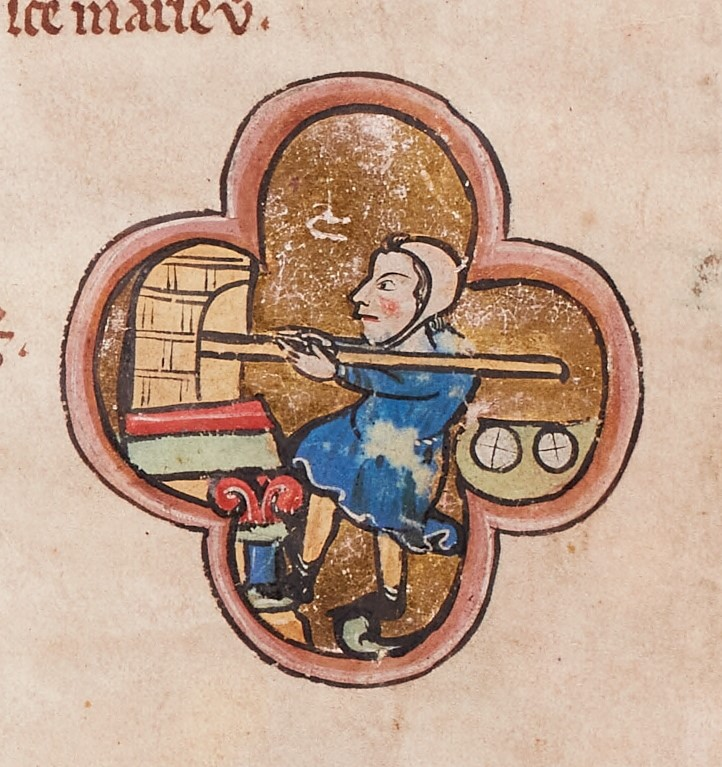
Boulanger et son four, enluminure dans un psautier du 13e siècle (Openbare Bibliotheek Brugge)

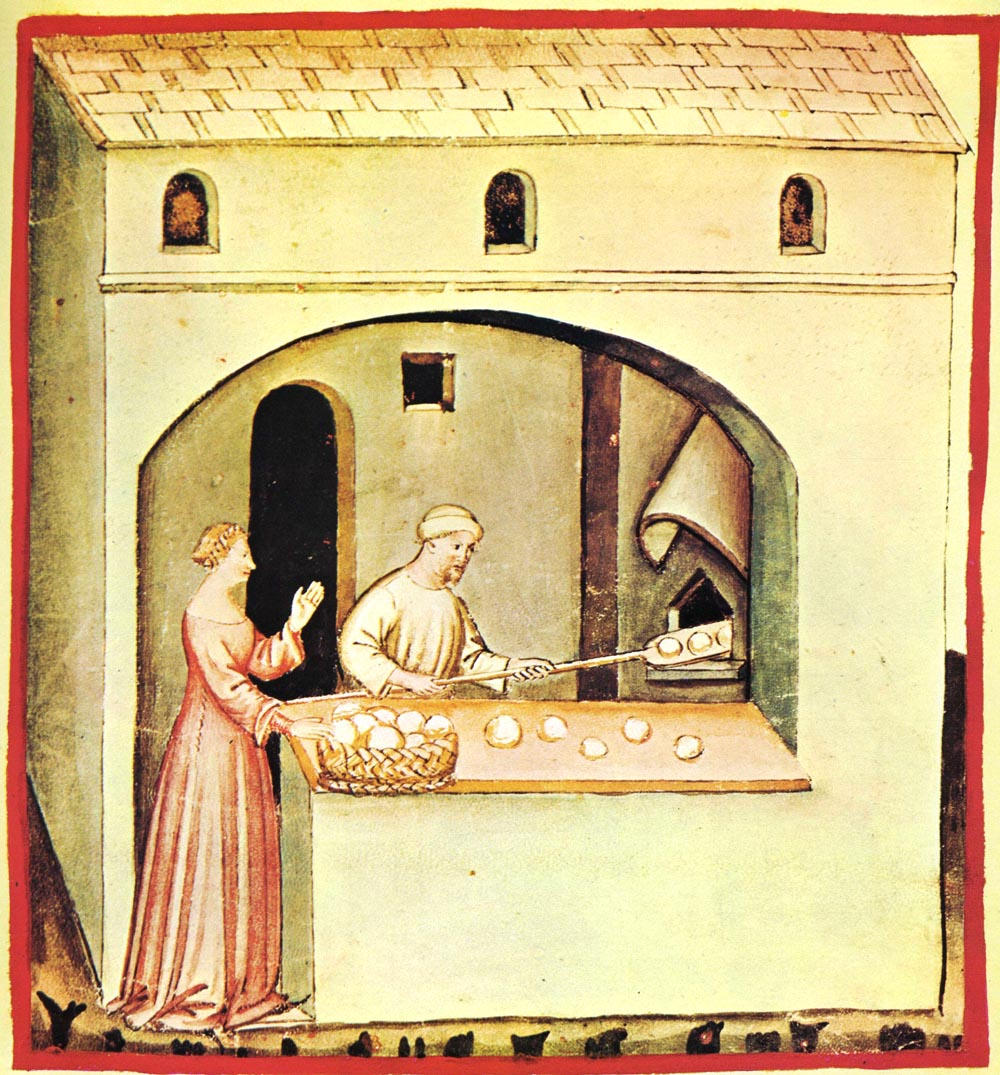
Illustration du Tacuinum sanitatis (fin du XIVe siècle).

La panification recule pendant les invasions normandes, notamment à cause du non-entretien ou de la destruction des moulins à eau gallo-romains. En l'an mille, le feu de Saint-Antoine fait des ravages. À partir de 1050, les paysans sont soumis à l'impôt du ban, moulent leur grain au moulin banal et cuisent le pain dans le four banal tenu par le fournier. Les églises doivent aussi un impôt constitué d'un pain et d'une mesure de vin, le « droit du pain de chapitre », au seigneur du fief sur lequel elles sont bâties.
Dans les villes, les talmeliers s'occupent de toute la filière de fabrication, depuis l'achat des céréales jusqu'à la vente à l'ouvroir (fenêtre-comptoir de la boutique représentée ci-contre). Mais un four banal, selon la taille de la population qu'il dessert, peut employer jusqu'à trois personnes : le fournier, chargé d'allumer le four et d'enfourner les pâtes ; le poustier, chargé d'aller chercher les pâtes et de ramener les pains cuits ; et le lenandier, chargé de l'approvisionnement en bois.
Ce n'est seulement que par lettres patentes de 1305 que les bourgeois de Paris reçurent de Philippe le Bel la permission de cuire leur pain dans leurs maisons et de se vendre du pain les uns aux autres.
La place du pain dans l'alimentation prend encore plus d'importance : tous les mets ne sont que le companicum, l'accompagnement du pain (companicum ayant donné les termes compagnon et copain), ce qui explique que la moitié des champs cultivés est ensemencée avec du froment (blé tendre). Sa qualité, son prix, son contrôle et la répression des fraudes sont soumis à de multiples règles édictées par l'État. La profession de boulanger est surveillée. Il leur est interdit de vendre du pain rassis, brûlé, trop petit ou entamé par les souris. Les riches ont droit au pain de froment, tandis que les pauvres se contentent de pain noir, souvent moisi et cause du mal des ardents, maladie provoquée par l'ergot du seigle. Charles V décide, en 1366, que les boulangers seront tenus de ne faire que deux sortes de pains, l’un de deux, l’autre de quatre deniers ; six ans plus tard il reconnaît trois qualités de pain et en règle expressément les prix : le pain blanc ou pain de Chailli, pesant 25 onces 1/2, se vendra deux deniers ; le pain bourgeois, de 37 onces 1/2 se vendra deux deniers ; quant au pain de brode, de qualité inférieure, il pèsera 36 onces et se vendra la modique somme d’un denier.
Le pain sert d'aliment mais aussi d'assiette pour les gens riches ; on le nomme dans ce cas « tranchoir » ou « tailloir ». Imbibé de sauce, le tranchoir finit par être mangé lui-même ou est donné aux pauvres.
Dans les abbayes, certains laïcs présentés par des puissants ont droit au logement, au vêtement et à la nourriture d'un frère convers, le « pain d'abbaye ». Lorsque les récoltes sont insuffisantes, les pauvres se nourrissent avec du « pain de disette », fade et gris à cause de la prédominance de méteil, ou farine de seigle, ou du « pain de famine » noir, fait de paille, d'argile, d'écorce d'arbre ou de farine de gland. Le « pain de fougère », un des pains de disette, est utilisé en France jusqu'au XIXe siècle.

### Époque moderne

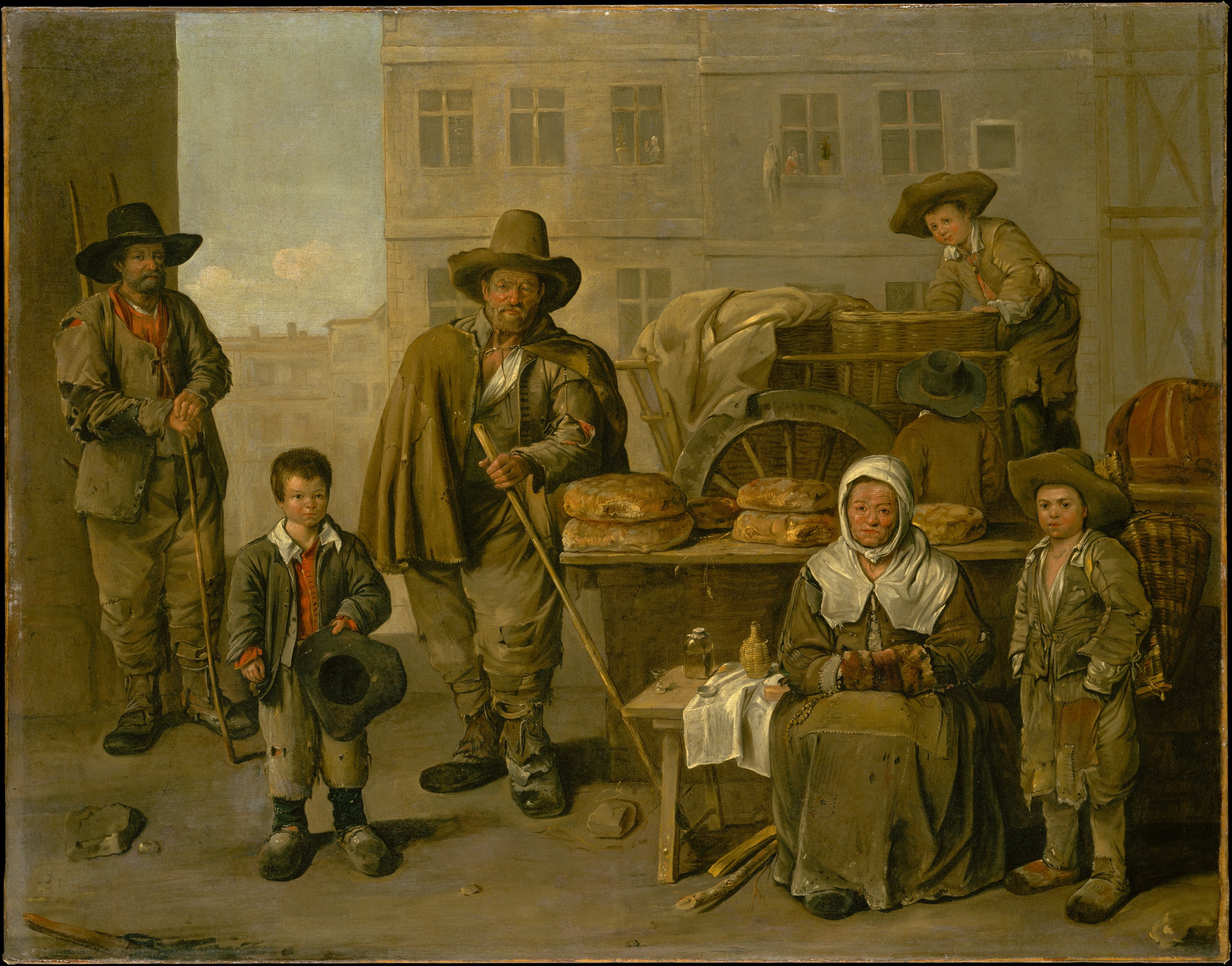
Jean Michelin, La charrette du boulanger, 1656

Dès la Renaissance, le développement des sciences profite à la technologie meunière et boulangère : les premiers travaux scientifiques applicables à la levure bénéficient de l’invention du microscope par le Hollandais Antonie van Leeuwenhoek (1677) ; la fermentation par la levure de bière se développe ; le pain se diversifie et les pains grossiers (de pois, de fèves ou de glands) n’apparaissent plus qu’en période de disette.
La France du XVIe siècle connaît une pénurie en farine aggravée, car la deuxième mouture des sons est interdite, les médecins la jugeant impropre à la consommation. En Principauté de Liège naît l'habitude de donner aux nécessiteux des méreaux, ou jetons alimentaires, donnant généralement droit à du pain.
Au XVIIe siècle, le boulanger cesse peu à peu de tamiser lui-même sa farine, car les meuniers proposent une mouture « à blanc » résultant d'un fort tamisage des sons. Au XVIIIe siècle, l'interdiction de remouture des sons est officiellement levée et les boulangers commencent à utiliser le charbon à la place du bois pour chauffer les fours.
La qualité du pain en France variait selon les espaces et les époques de l'année. Dans les villes, les citadins consommaient généralement du pain blanc, fait de pur froment. Dans les campagnes, les paysans consommaient du pain fait à partir de farine de méteil, un mélange de seigle et de froment. En temps de crise, lorsque les céréales venaient à manquer, les paysans se contentaient d'avoine et d'orge pour la fabrication du pain.
Le pain dans les campagnes, à l'époque moderne, était souvent rassis et consommé trempé dans la soupe. La cuisson du pain chez les paysans avait souvent lieu une seule fois par semaine. En Provence, Thomas Jefferson observait, lors d'un voyage en 1787, que les paysans ne cuisaient leur pain que toutes les trois ou quatre semaines. Dans les montagnes du Dauphiné le pain était même cuit deux fois par an seulement ; il se présentait sous la forme de grosses tourtes qui devaient être rompues à la hache. Comme au Moyen Âge, dans les sociétés rurales de l'époque moderne, le pain demeurait la base de l'alimentation en Europe. Vers 1720, un paysan sicilien consommait annuellement 200 à 240 kg de pain noir.
En temps de crise, le prix des blés, et donc du pain, peut être très élevé et bien des gens ne peuvent en acheter. Les émeutes frumentaires se multiplient à la fin de l'Ancien Régime (guerre des farines, après la libéralisation du commerce des grains par Turgot, à la fin du XVIIIe siècle) et aboutissent en France à la Révolution française après la marche des Parisiens les 5 et du 6 octobre 1789, emmenés par Anne-Josèphe Théroigne de Méricourt chez le Boulanger, la Boulangère et le Petit Mitron, respectivement le roi, la reine et le dauphin. Ces expressions témoignent de l'importance du pain dans la consommation quotidienne de l'Ancien Régime.

### Époque contemporaine

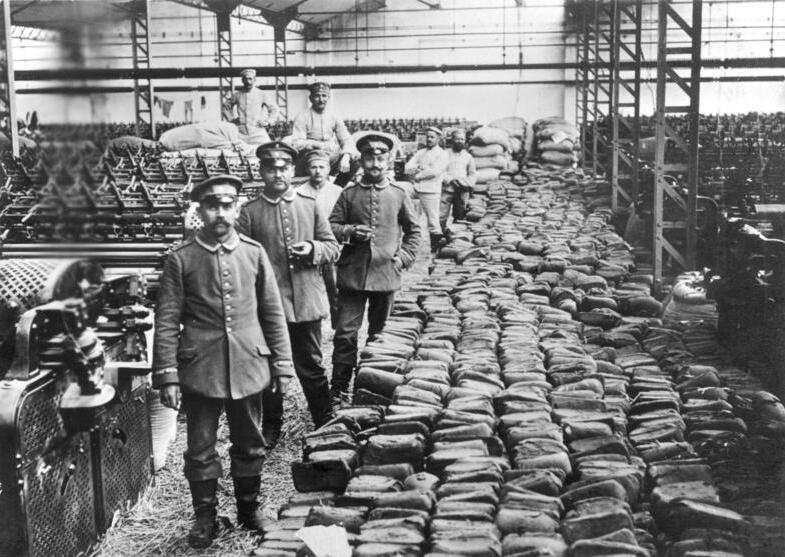
Le pain est un aliment stratégique durant les guerres : farine et pains entreposés dans une filature par l'armée allemande pour ses soldats du front de l'Est, en 1914.

En 1793, la banalité (taxation) des moulins et des fours est abolie en France.
Au XIXe siècle, les pétrins mécaniques apparaissent et les machines à mouture se perfectionnent. La farine blanche produite sera alors dépourvue du germe et de l'écorce (ou son). Cette farine blanche est appauvrie en fibres, vitamines et minéraux, mais se conserve mieux.
En 1838 (ou 1839), August Zang, un officier autrichien, commence à produire avec succès à Paris les petits pains à la fine croûte dorée que fabriquent les Autrichiens avec un ensemencement à la levure de bière. Le règne de la viennoiserie commence.
À Paris, la première boulangerie industrielle est créée en 1836. La même décennie voit également l'apparition de la baguette. La consommation de pain frais se démocratise, alors que le peuple avait l'habitude de manger jusque-là du pain rassis.
En 1860, Louis Pasteur identifie la levure comme le micro-organisme responsable de la fermentation alcoolique, et montre qu’elle peut vivre aussi bien en présence qu’en l’absence d’oxygène. Elle se multiplie dans le premier cas et réalise une fermentation dans le second. Les levures de distillerie d’alcool de céréales remplacent les levures de bière. À partir de 1867, la fabrication industrielle de la levure se développe.
Lors de la Première Guerre mondiale, les « pains noirs » et « pains de guerre » (longue conservation) sont utilisés par les armées et sur le front. Ces pains se conservaient bien.
En France, Charles Heudebert invente un pain longue conservation en 1903, dont la recette servira durant la guerre. Les civils sont rationnés et doivent acheter le pain ou la farine avec des tickets de rationnement.
Au XXe siècle, la mécanisation des opérations de panification s’accentue. Les fermentations sont de mieux en mieux maîtrisées, soutenues notamment par une recherche active qui touche une meilleure connaissance du métabolisme des levures, la sélection des souches et l’amélioration des techniques de leur fabrication. Cependant, la qualité du pain consommé quotidiennement a en moyenne beaucoup diminué au cours de l'époque moderne. La plupart des boulangeries ne proposent plus que du pain de qualité industrielle. Le pain blanc est un progrès de l'époque contemporaine. Certains hygiénistes, partisans du pain complet, disent que nos aïeux, en mangeant du pain noir, mangeaient peut-être le meilleur pain. Pour le philosophe Guy Debord, le « vrai pain » a disparu, et a été remplacé dans les boulangeries par une imitation de pain.

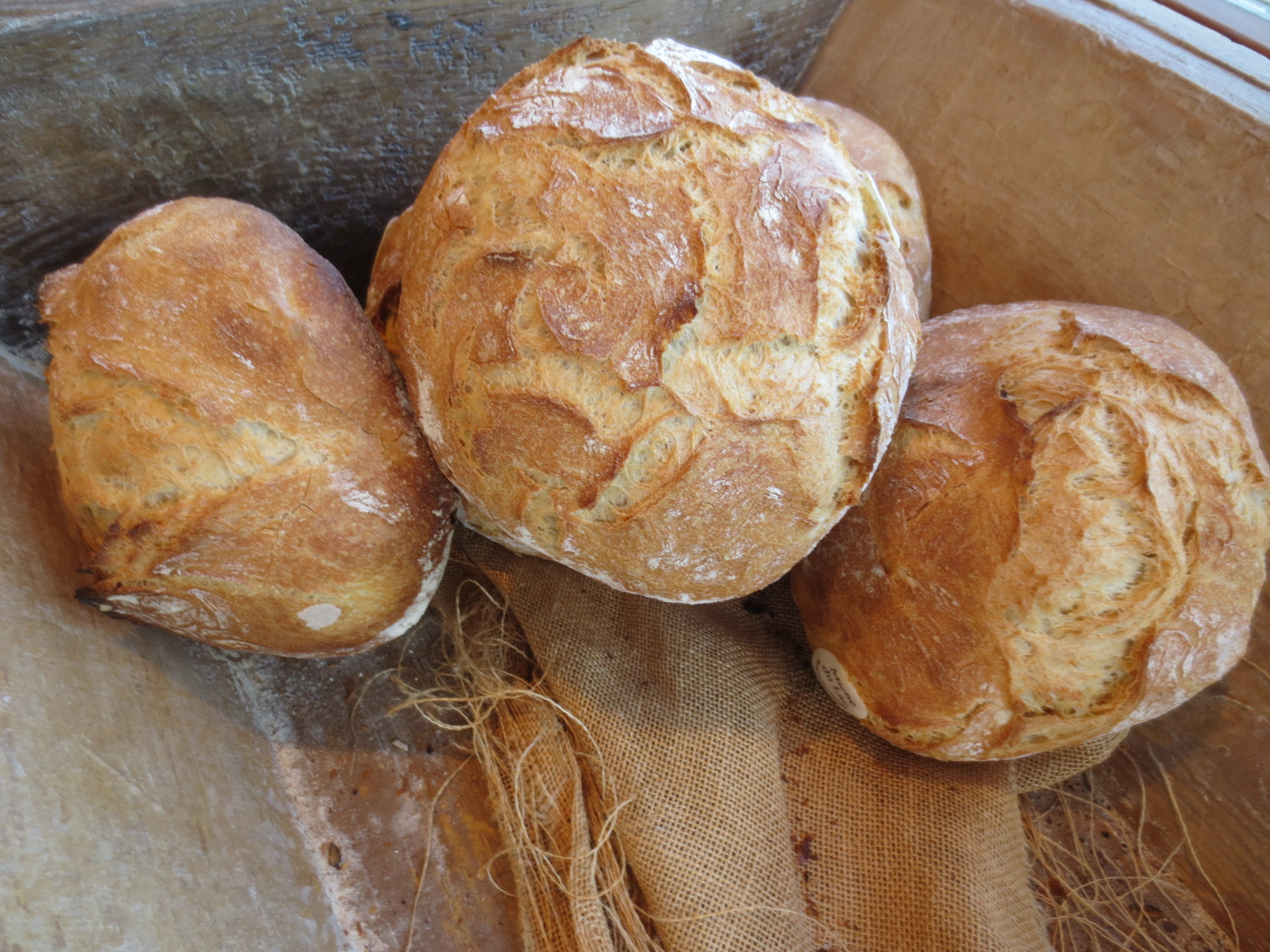
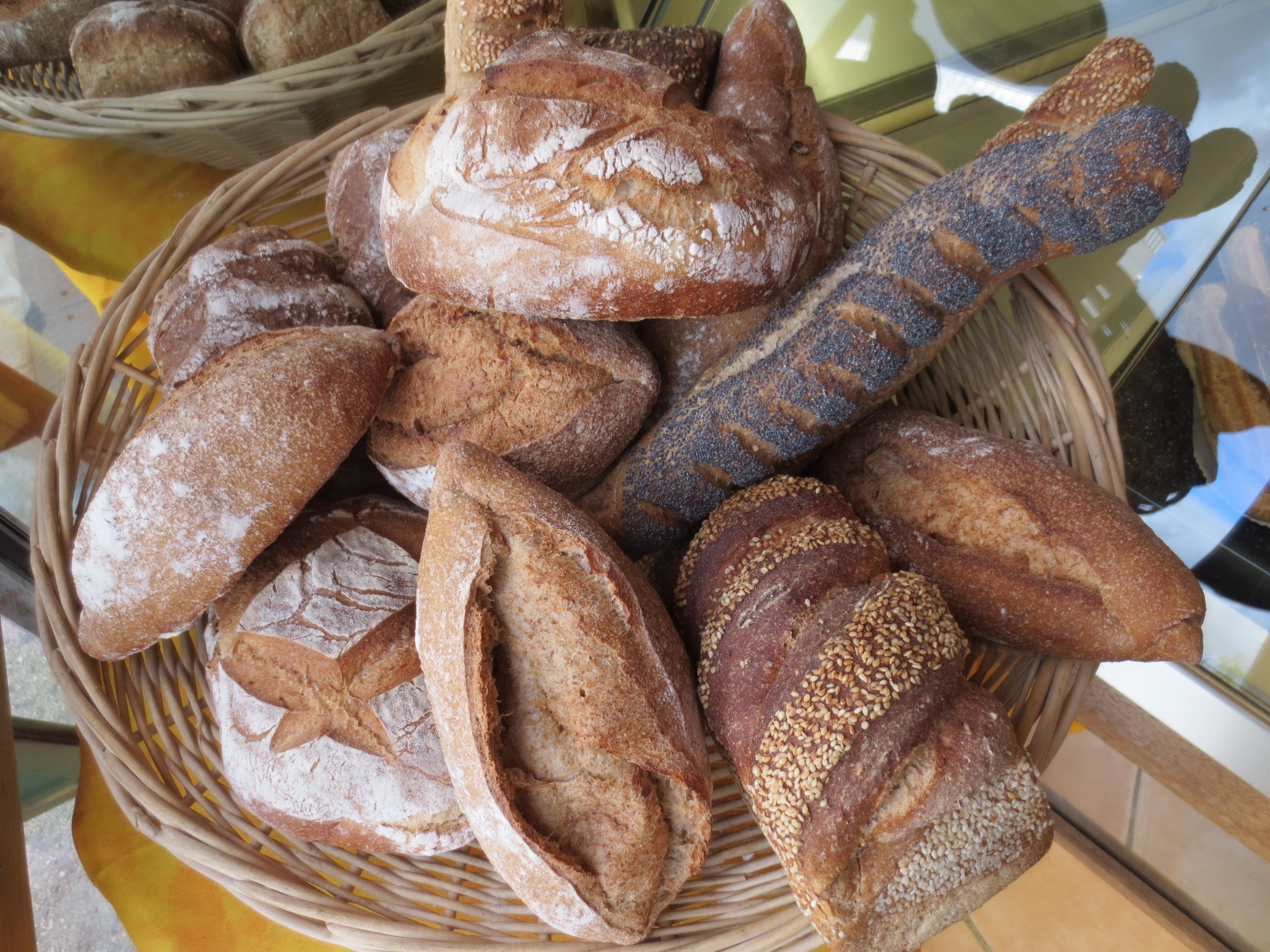
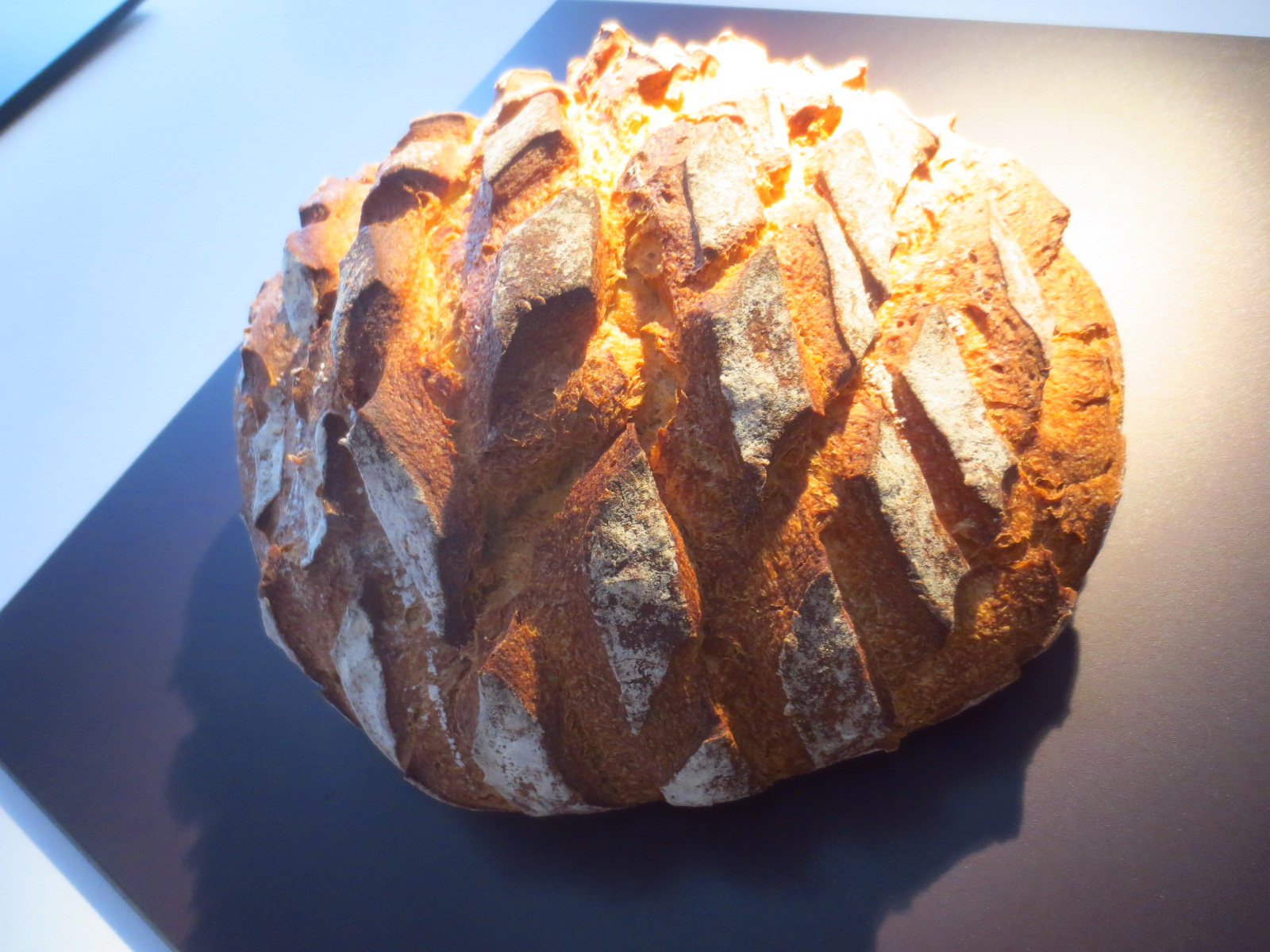
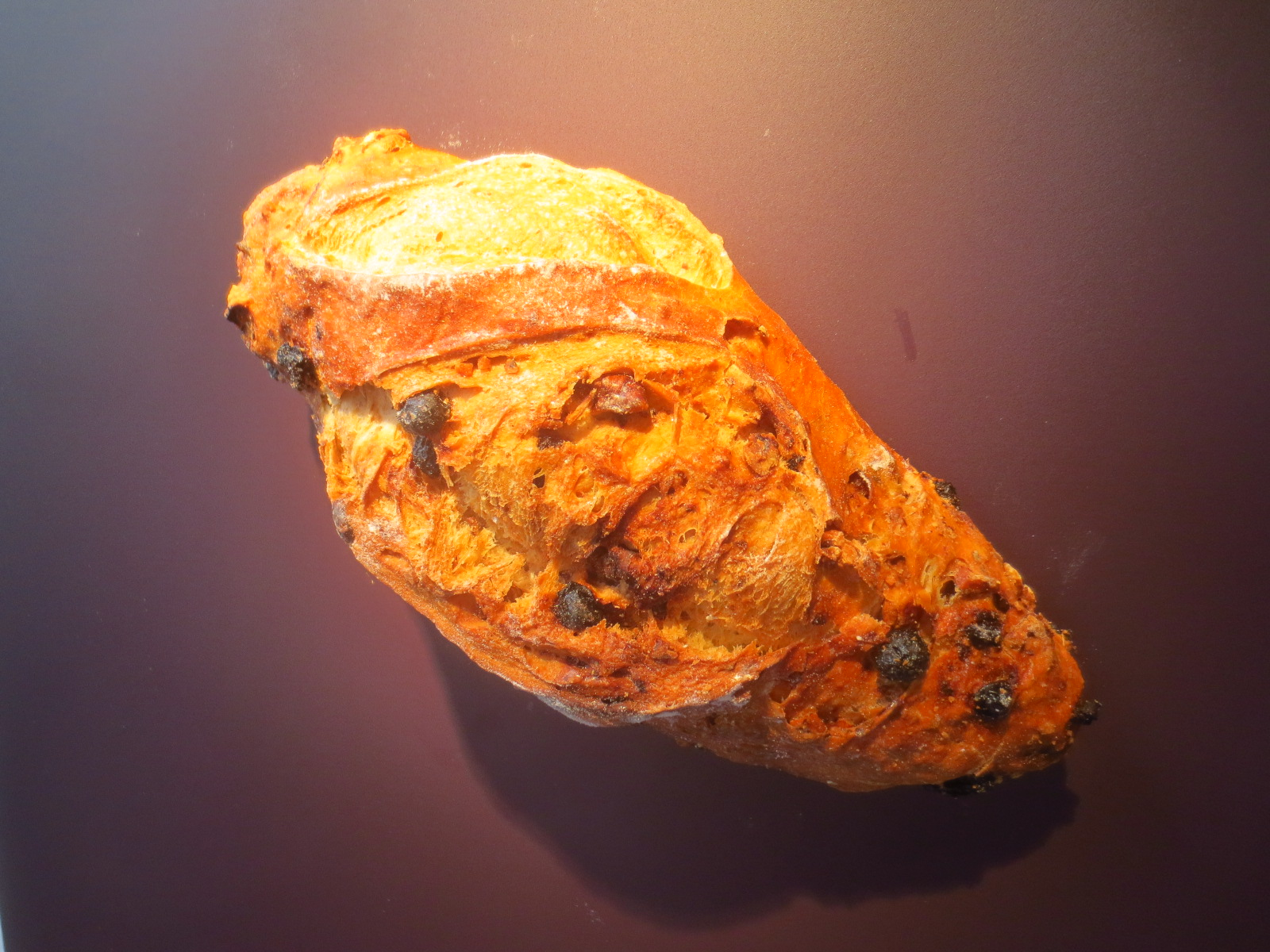
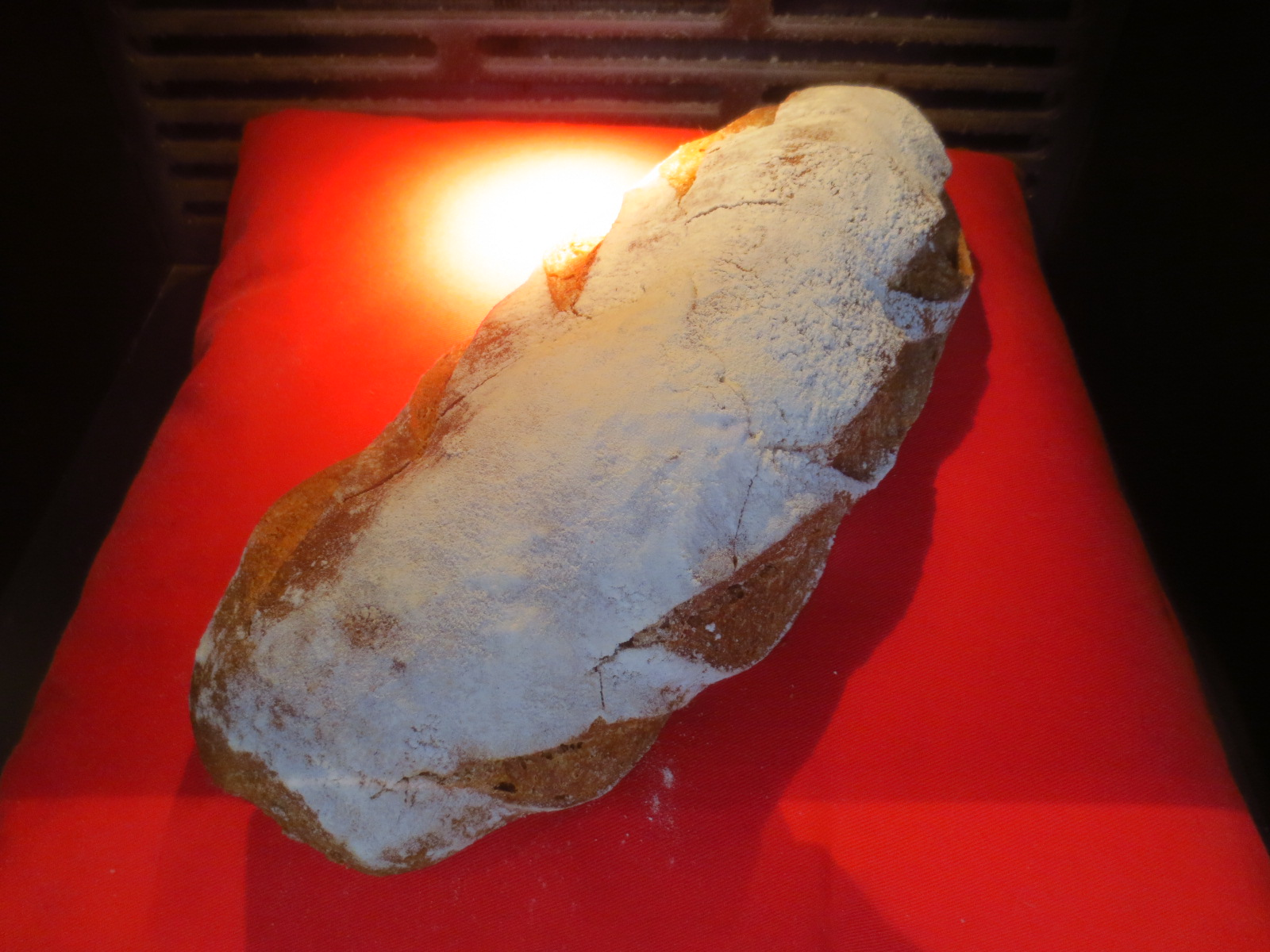

Il existe cependant un renouveau des fabrications traditionnelles avec notamment l'apparition des paysans-boulangers, agriculteurs cultivant souvent des variétés anciennes et assurant la fabrication du pain de manière traditionnelle,.

## Principaux types de pains

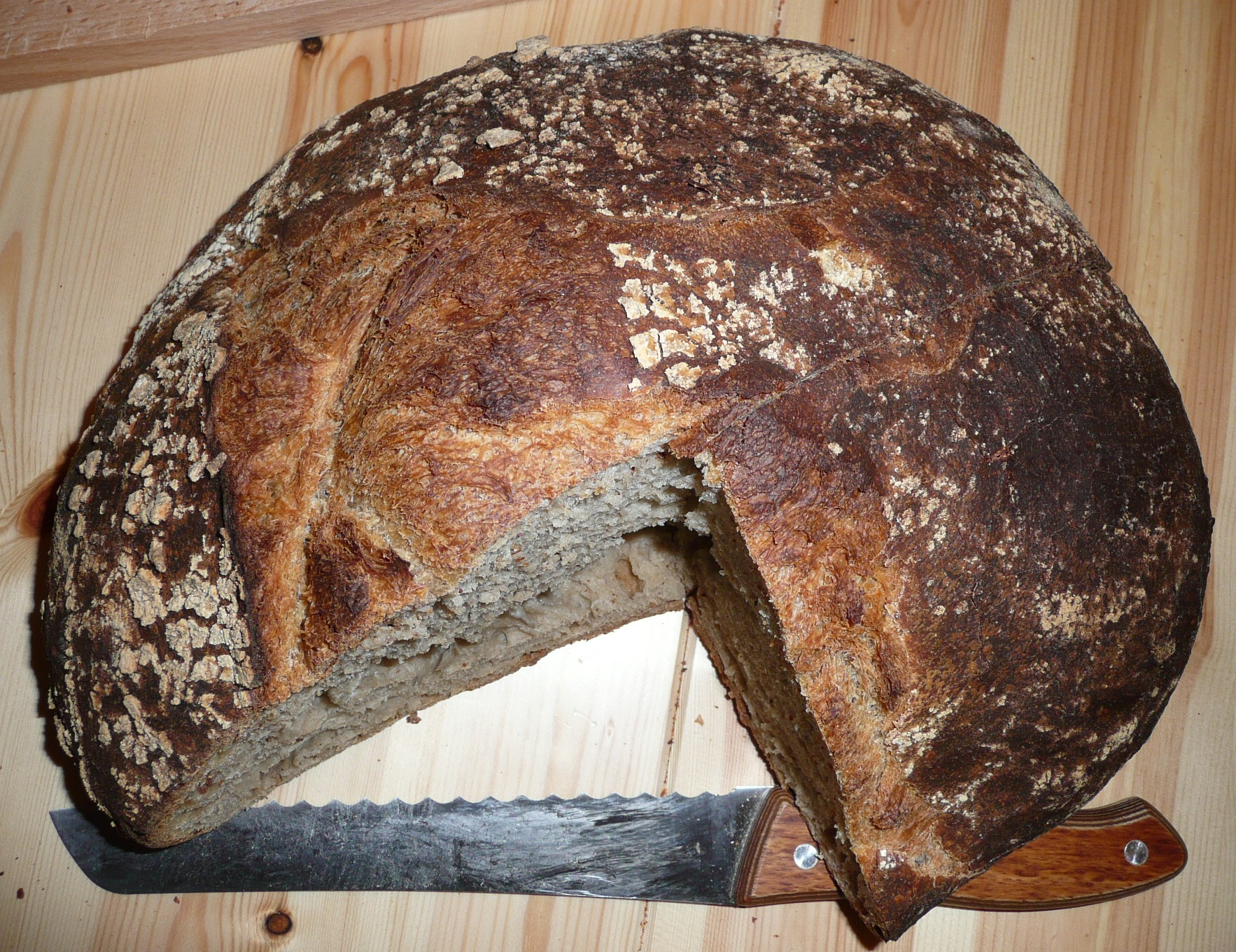
Miche de pain d'environ 1.7 kg se conservant huit jours, d'après le boulanger.

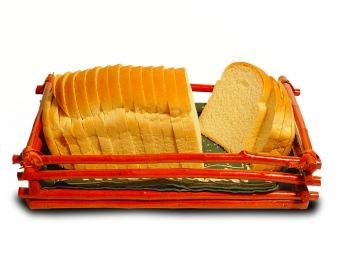
Pain blanc pré-tranché.

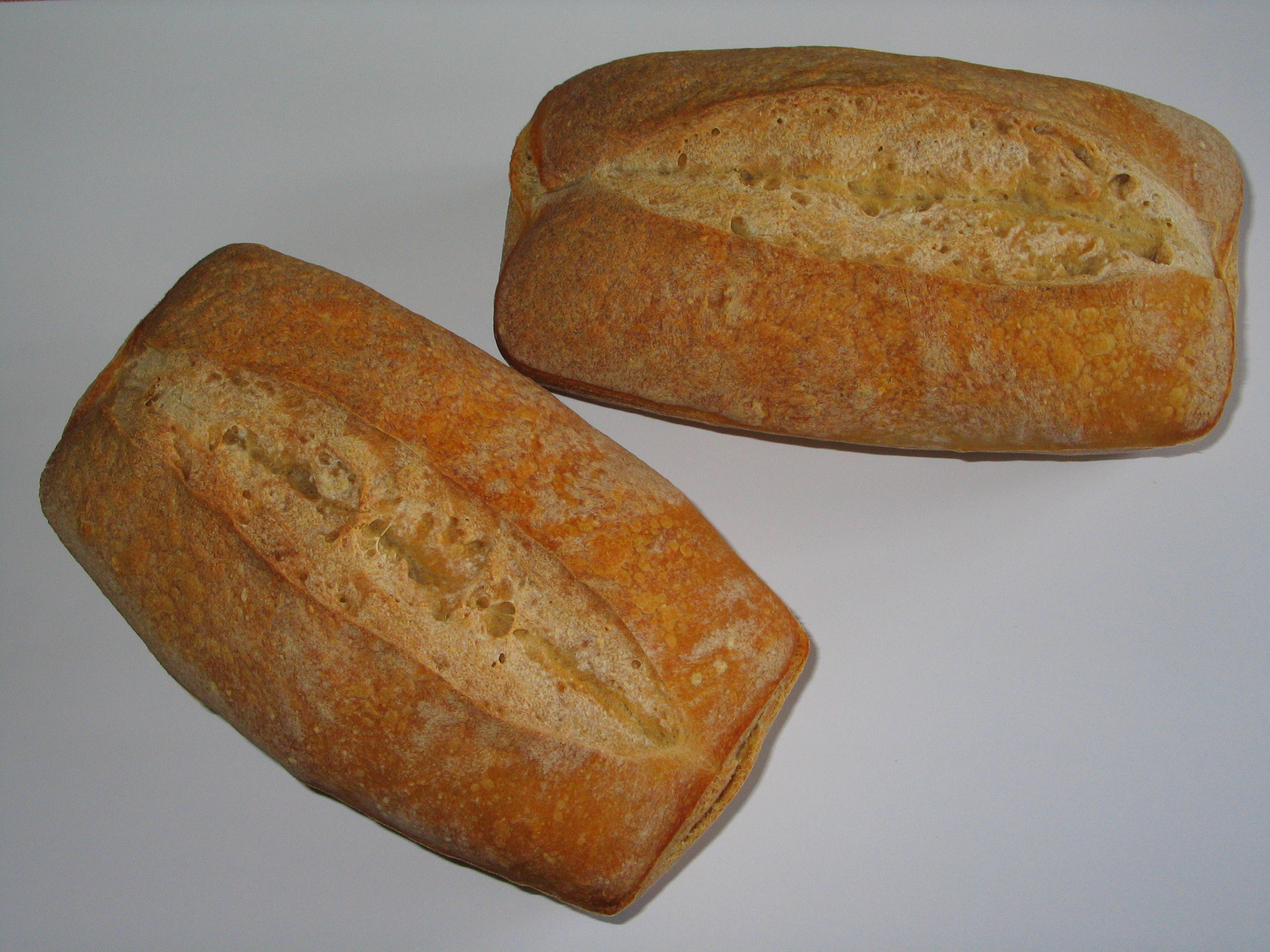
Pains au levain.

L’Encyclopédie de Diderot recense une trentaine de noms de pains.
Parmi les principaux types de pains, relevons :
- le boulot ;
- la faluche, en Flandre ;
- la fouée, en Touraine ;
- la fougasse, dans le Midi ;
- la gâche de Normandie ou la gâche de Vendée ;
- le pain azyme ;
- le pain bûcheron ;
- le pain de campagne ;
- le pain épi ;
- le pain au levain ;
- le pain Napoléon, à Cherbourg ;
- le pain polka.

Dans les pains fantaisies peuvent être incorporés des noix, des châtaignes, des morceaux de lard… Ils ont des formes variées.
Les pains sont classés en fonction des farines utilisées :
- pain bis ;
- pain blanc ;
- pain complet.

La législation française classe les pains selon leur composition et leur technique de fabrication : pain de tradition française, pain maison, pain au levain, pain cuit au feu de bois, pain à l'ancienne, pain de campagne, pain de seigle, pain de son, pain de froment, pain courant français.

### Pains spéciaux
- Nœud à l'ail.
- Bagel.

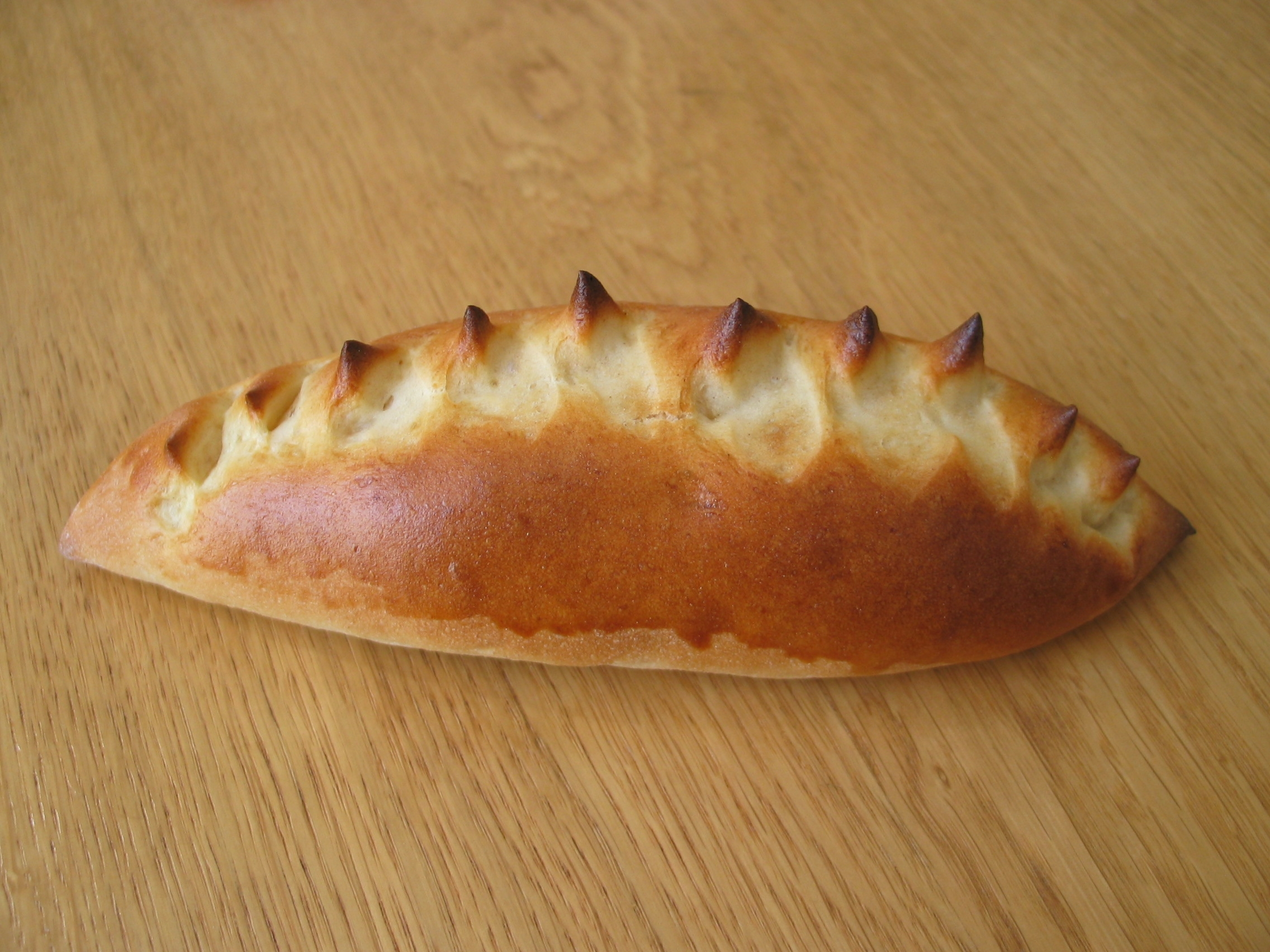
Pain au lait.

- Mantou : petit pain chinois, qui n'est pas cuit au four mais à la vapeur.
- Pan bagnat.
- Pain au gluten.
- Pain à la grecque : spécialité bruxelloise.
- Pain au son.
- Pain brioché ou brioche : fabriqué avec une pâte contenant des matières grasses, du sucre et des œufs.
- Pain brun.
- Pain de campagne : appellation commerciale générique, pain au levain de seigle et de farine demi complète
- Pain de campagne avec graines : agrémentés de graines de tournesol et de courges
- Pain complet : pain fabriqué avec une farine complète, c'est-à-dire contenant tous les éléments du blé. Il est riche en fibres et en sels minéraux.
- Pain crestou : recette ancienne de l'Aveyron.
- Pain d'épeautre.
- Pain d'épices.
- Pain de gruau.
- Pain de maïs : la farine de maïs n’étant pas panifiable, on y rajoute parfois de la farine de blé et de la levure chimique.
- Pain de mie : préparé avec une pâte additionnée de matières grasses et de sucre. Souvent vendu en paquets de vingt-quatre tranches, il est à la base de la fabrication des biscottes.
- Pain de munition : pain que mangent les soldats selon les usages et règlements de leur armée.
- Pain Khorasan (Kamut): pain de blé ancien et rustique, cette céréale a été délaissée un temps à cause de ses faibles rendements, elle donne un gout de pain d’épices et la densité de ses mies.
- Pain maya.
- Pain noir : nom donné soit, au pain de seigle, soit au pain de sarrasin.
- Pain de seigle, ou pain de méteil, ou benoiton.
- Pain pistolet.
- Pain pita : pain à la levure.
- Pain sans sel : sans ajout de sel à la fabrication, le pain sans sel contient néanmoins de 0,2 à 2,2 g de chlorure de sodium par kg.
- Pain sechskornbrot : d'origine germanique composé de six grains
- Pain sportif : pain au levain de seigle, farine demi complète, agrémenté de portions d'abricots et amandes.
- Pain suédois.
- Pain tabouna : pain moyen-oriental cuit sur les parois du four.
- Pain viennois.

Le pain au lait ne fait pas partie des pains, il s'agit en fait d'une viennoiserie.

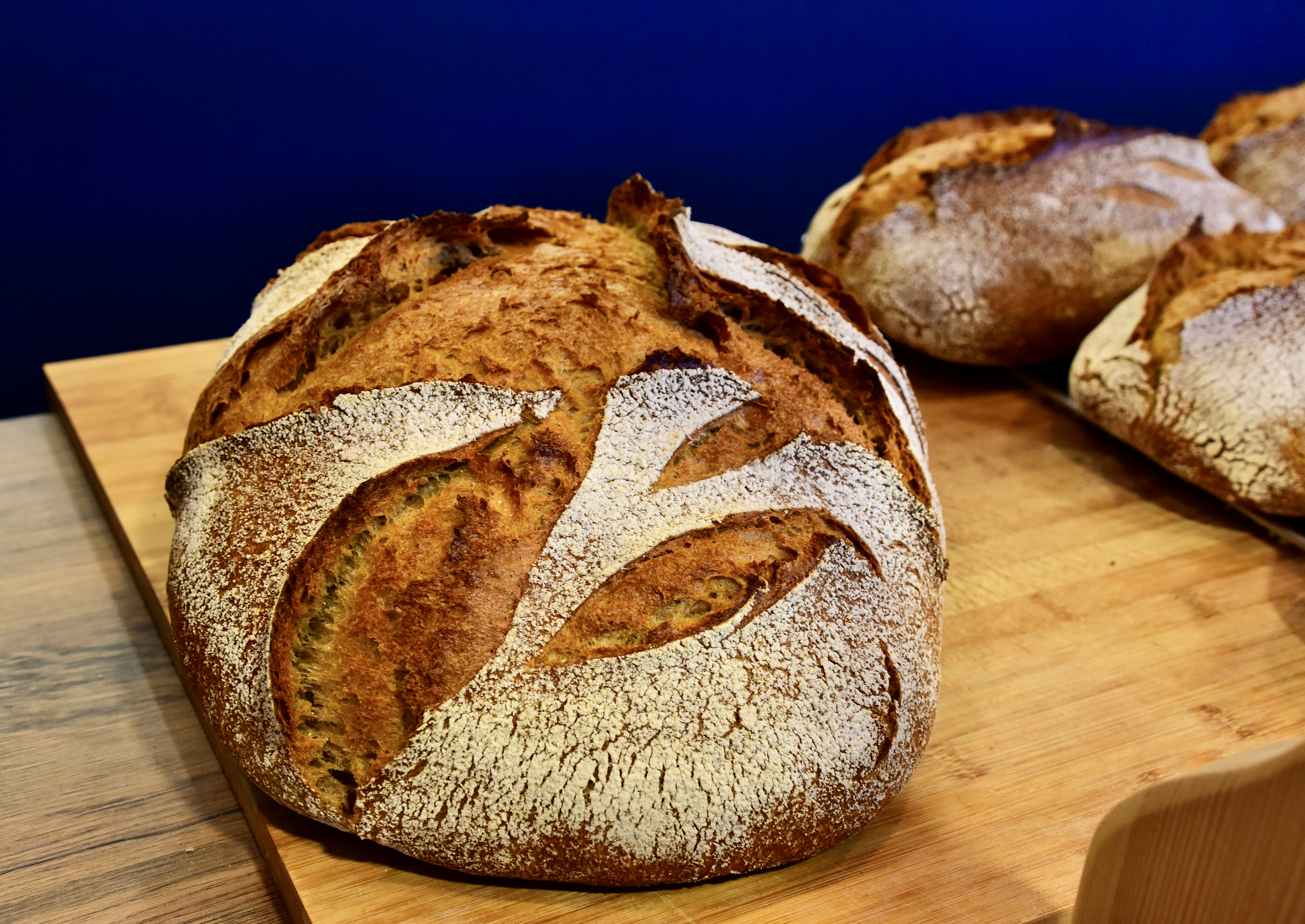
Pain de campagne nature au levain naturel
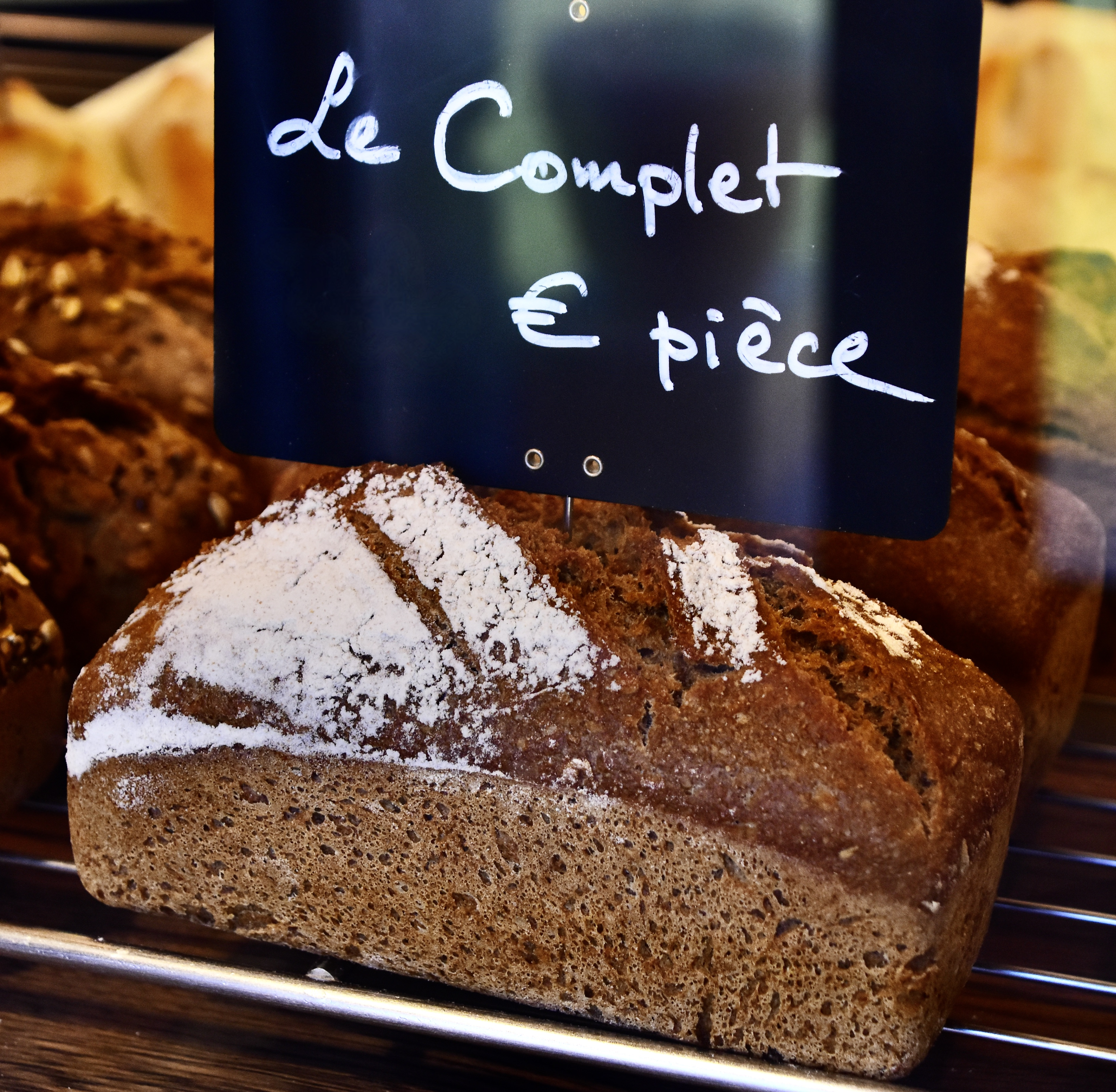
Pain complet au levain naturel
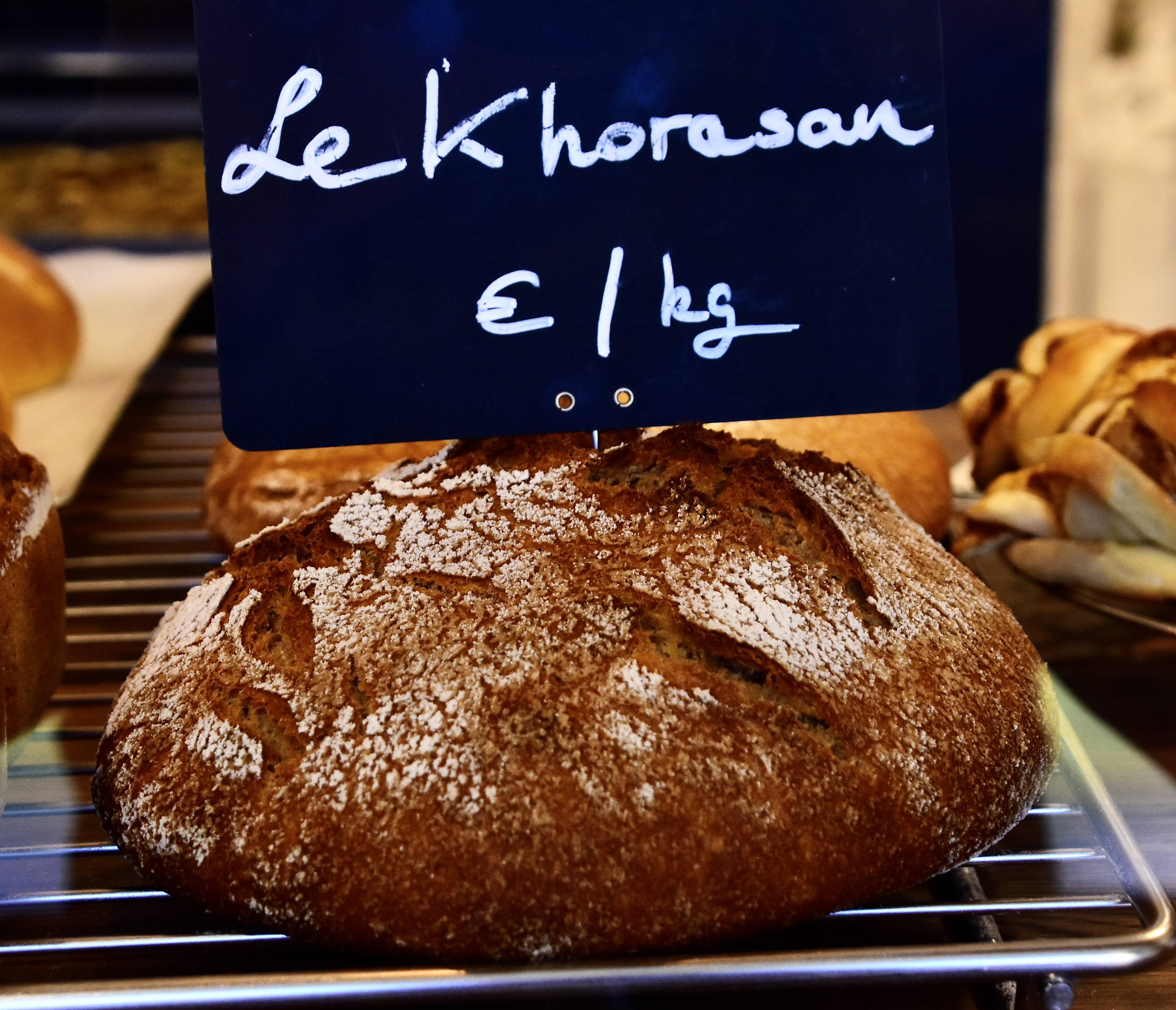
Pain khorasan au levain naturel
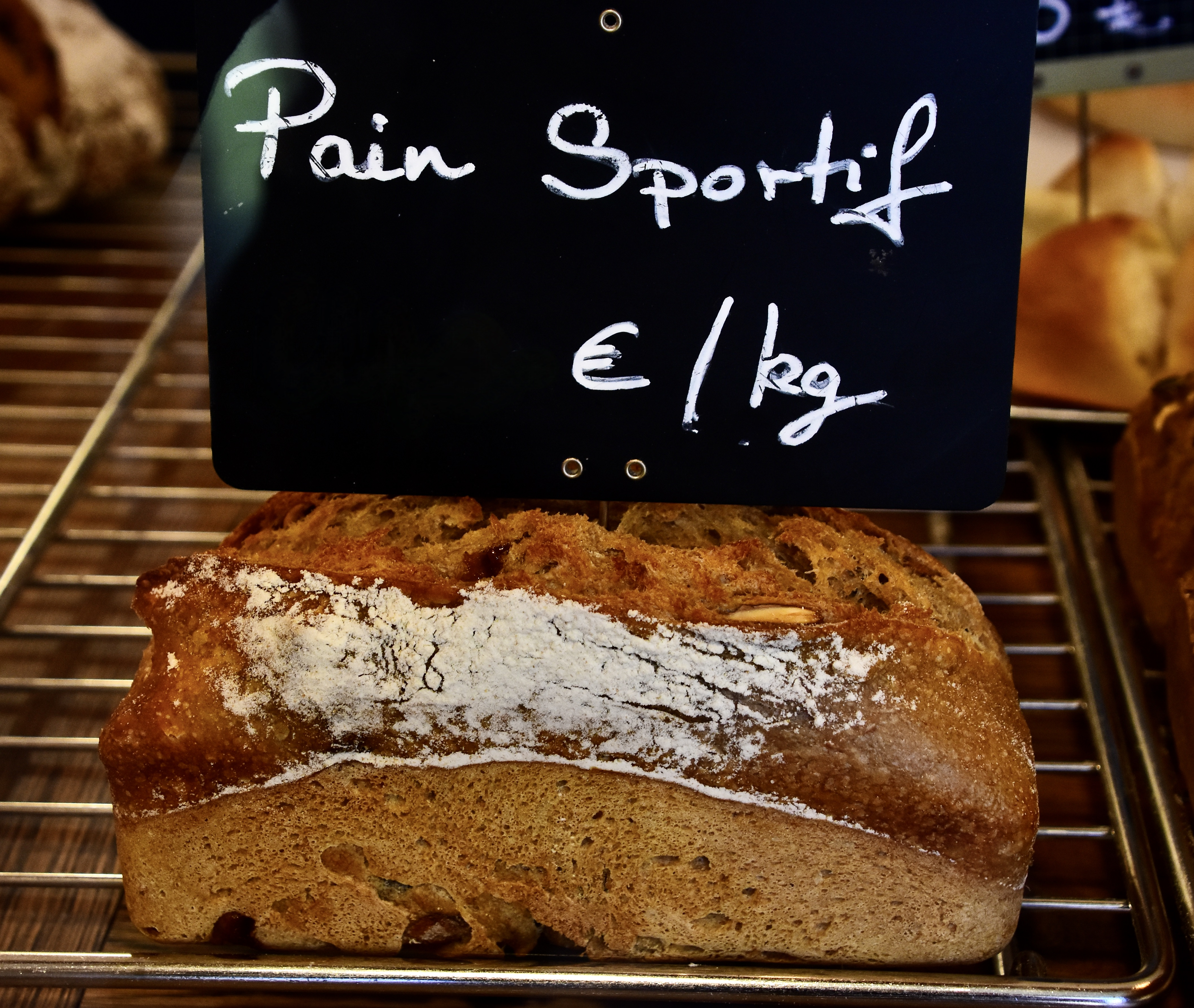
Pain sportif aux abricots et amandes
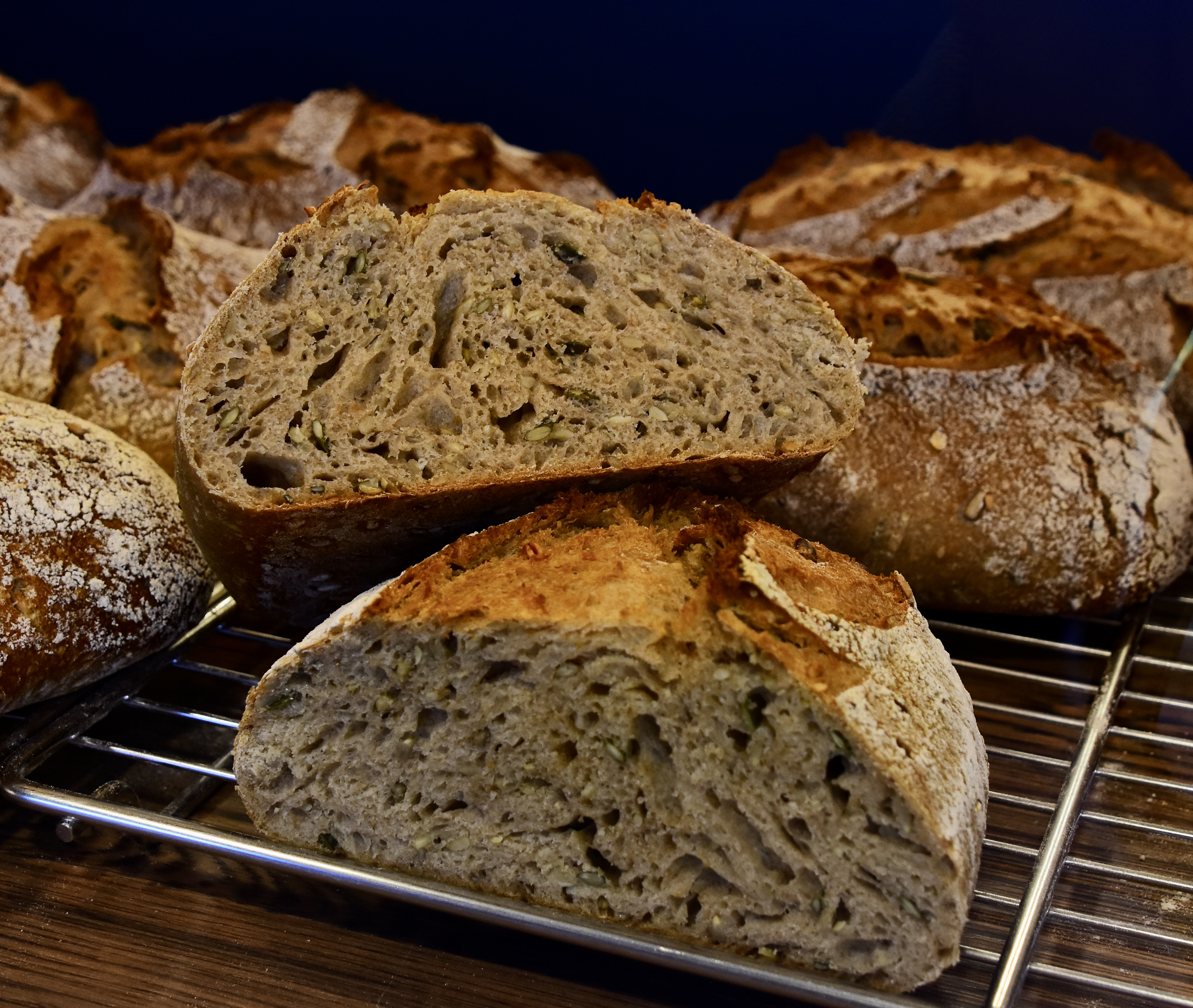
Pain de campagne avec graines
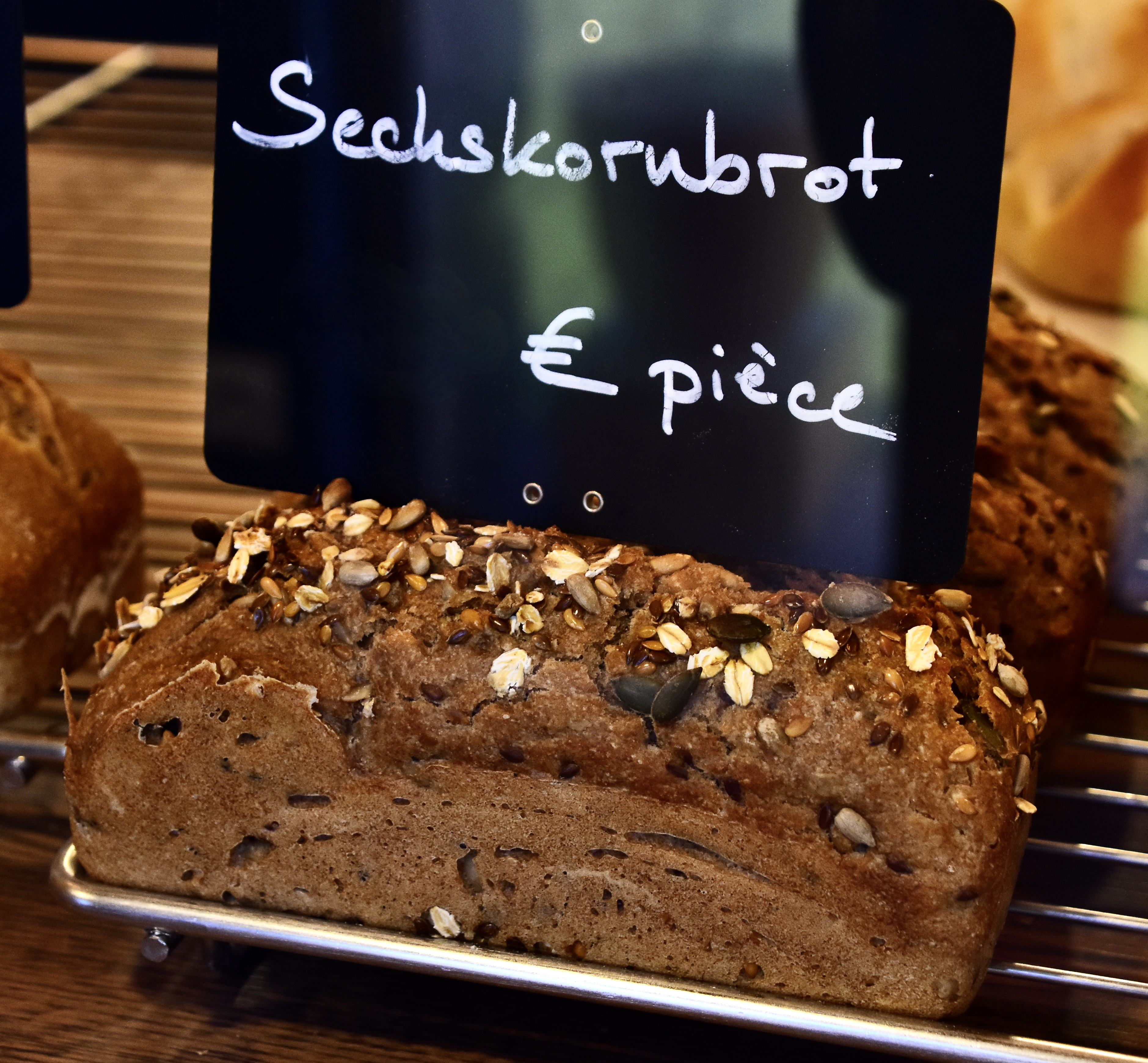
Sechskornbrot (pains aux six différents céréales)

## Typologie des pains du monde
Les caractéristiques des pains du monde varient considérablement d'une région à l'autre mais dans ses aires d'origine, le Proche-Orient et l'Égypte, le pain est un aliment de base pour de larges populations, partageant sous ses diverses formes une procédure de préparation semblable : fabriqué à partir de farine de céréale pétrie avec de l'eau, pour donner une pâte qu'on laisse reposer et fermenter, le pain s'obtient finalement par cuisson à haute température.
Diverses galettes ont été préparées à partir de farine de racines de manioc (la cassave des Caraïbes) ou de rhizomes de fougères (en France en période de disette, Palma de Majorque, Sibérie) ou de la seconde écorce (cambium) du bouleau (Betula pendula, en Pologne, Suède et Finlande), ou de celle de chêne (Quercus cerris ou Q. ilex, en Bosnie). Ces procédés de fabrication étant très mal connus et le plus souvent en voie de disparition, nous ne chercherons donc pas à les classer.
Inversement, certaines céréales, comme l'orge au Tibet, ou le mil, en Afrique subsaharienne, servent d'aliment de base aux populations sans être préparées sous forme de pain. Ainsi, la tsampa, la farine d'orge grillée, qui est l'aliment par excellence des hautes vallées himalayennes et le mil, Pennisetum glaucum, qui est l'aliment de base de nombreuses populations de l'Afrique subsaharienne, sont consommés sous forme de bouillie, mais pas de pain ou galette. On trouve aussi, en Éthiopie et en Érythrée, entre autres, l’injera, une sorte de crêpe à base de teff ou de millet.
La typologie des pains du monde ci-dessous, inspirée de Hubert Chiron, concerne les pains traditionnels, sans prendre en compte la profonde diffusion des pratiques alimentaires qui accompagne la mondialisation en cours.

### Feuilles de pain non levées
Il s'agit de minces feuilles de pain préparées traditionnellement par les femmes à la maison. La pâte non fermentée, faite en général à l'origine de farine complète et d'eau, est étalée en une fine feuille, soit avec un rouleau, ou entre les paumes des mains. La cuisson peut se faire sur une plaque métallique ou sur la paroi d'un four. On se sert d'un fragment de feuille de pain pour saisir du bout des doigts un morceau de nourriture que l'on porte à sa bouche. La feuille peut aussi servir à envelopper divers ingrédients.
Ces feuilles de pain ont constitué la nourriture de base des campagnes de deux grandes aires culturelles : pains de froment pour les Empires ottoman, perse et moghol (monde indien), et galettes de maïs pour l'aire culturelle des Amérindiens de l'Amérique latine (tortilla, originaire du Mexique central, tanta du Pérou, arepa en Colombie et Venezuela, beiju au Brésil, etc.).

#### Chapātī / rotī(suivant la région)

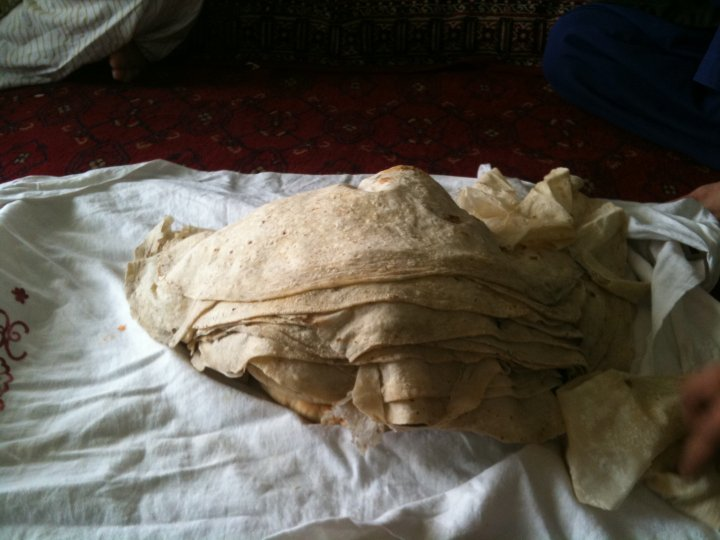
Rumali roti en Afghanistan.

Galette indienne confectionnée traditionnellement par les femmes à partir de farine, d'eau et d'un peu de sel. Après avoir bien pétri la pâte, on la laisse reposer. Juste avant les repas, des boules de pâte sont prélevées de la masse, farinées et abaissées entre les paumes des mains. La cuisson se fait ensuite à sec sur une plaque en fonte. Le même type de pain est nommé tagi shamo au Ladakh, et bag leb, au Tibet.

#### Taguella

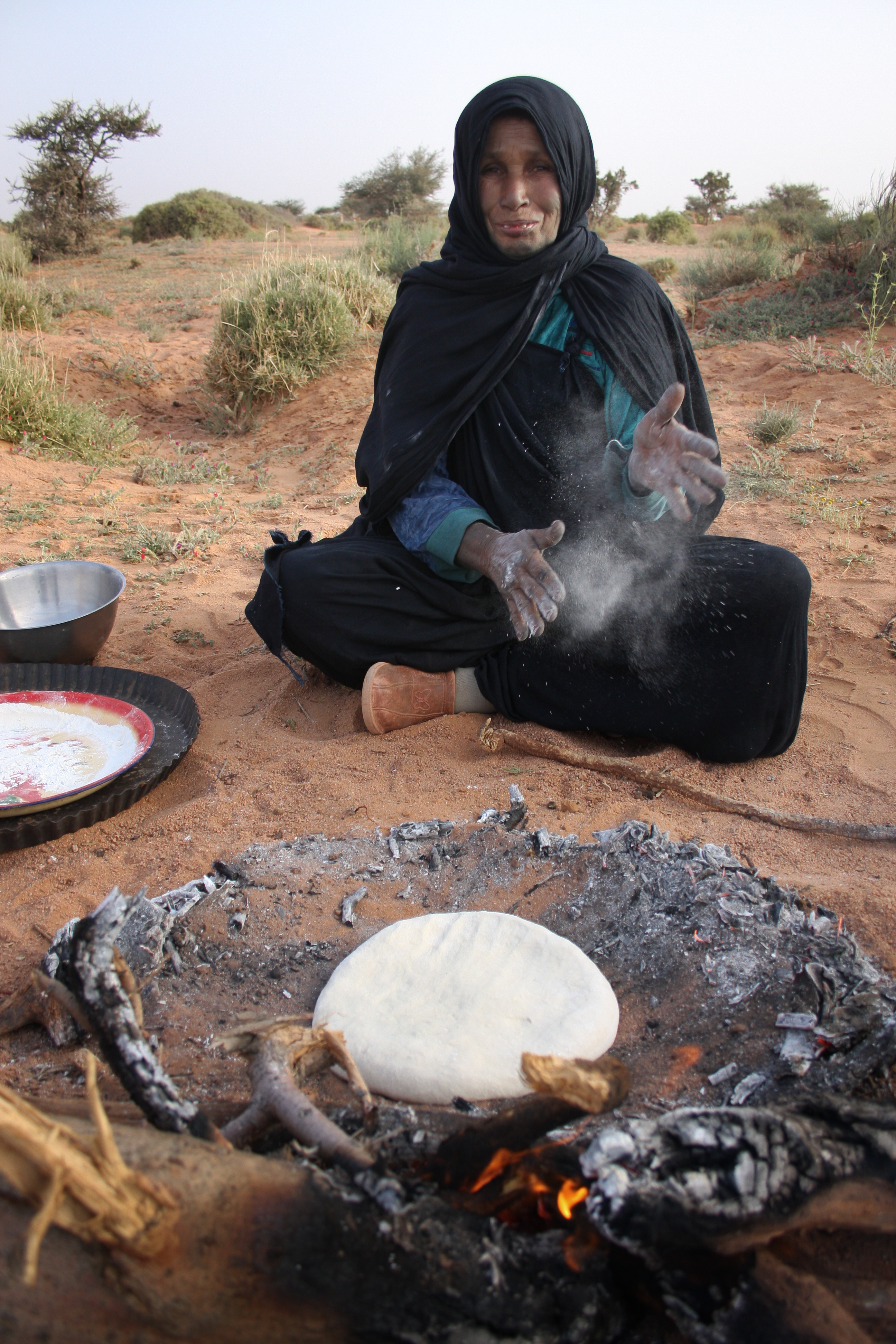
Cuisson d'un pain sahraoui (taguella) à Tindouf (Algérie).

C'est un pain des zones désertiques. C'est surtout le principe de cuisson très particulier qui le caractérise ; les recettes par contre sont assez variées. Un feu assez fort est préparé sur le sol légèrement excavé de 2 à 5 cm qui le chauffe en profondeur. Une fois une quantité de braises et de cendre importante obtenue, les braises sont écartées. Immédiatement la boule de pain levée est enfouie sous la cendre. Les braises chaudes y sont replacées (par-dessus), le feu maintenu, puis on retourne la boule pour la seconde face. Après le temps de cuisson, le pain est sorti, refroidi, secoué, gratté, rincé à l'eau.

#### Diouls/ brik
À l'époque de l'Empire ottoman, les recettes de yufka et börek se sont transmises, en Algérie et Tunisie, sous diverses adaptations et dénominations. La yufka correspond à l'arabe algérien dioul, et au français « feuille de brick ». Elle est faite d'une pâte, composée de farine (de froment et semoule de blé dur), d'eau, d'un peu de sel et d'huile. Après avoir bien mélangé l'ensemble jusqu'à obtention d'une pâte semi-liquide, on la laisse reposer de 30 minutes à quelques heures. Elle est ensuite étalée uniformément au pinceau sur une plaque chaude (ou sur une poêle), pour la faire cuire à feu doux, sur une seule face, sans la laisser dorer. Au Liban et en Syrie, ces feuilles de pain sont nommées markouk, en Palestine, shrak.

#### Lavash
Feuille de pain moelleux (ou sec) d'Iran (nān-e lavāsh), d'Arménie et de Turquie (lavaş), faite de farine et d'eau, sans levure. Les minces feuilles de pâte sont cuites sur les parois d'un four creux.

#### Nân
Feuille mince de pain cuite sur les parois d'un four, couramment consommé en Iran, Afghanistan, Ouzbékistan, Pakistan et Inde.

#### Bhakri
Pain rond sans levain d'une seule couche, il est souvent présent dans l'alimentation des populations de plusieurs régions agricoles en Inde. Il est composé de farine, d'eau et de sel, la pâte étant aplatie à la main.

#### Pains plats bicouches
Le baladi, en Égypte, et la pita en Grèce et Turquie, ont la particularité de subir une violente expansion, dans un four porté à très haute température, qui provoque la séparation du disque de pâte en deux couches qui se gonflent comme une grosse bulle. À l'issue d'une cuisson de quelques dizaines de secondes, le pain s'affaisse mais le consommateur peut rouvrir la poche pour y fourrer la garniture de son choix.
La bannique est un pain plat sans levain, originaire d'Angleterre ; il fut la base de l'alimentation des premiers colons en Amérique du Nord. De nos jours, les Amérindiens continuent d'en préparer.
La fouée (ou fouasse angevine) est un pain plat préparé rapidement, traditionnel du Centre-Ouest de la France. Il a été rendu célèbre par Rabelais (Gargantua).

#### Tortilla / taco
La tortilla est une galette mexicaine préparée traditionnellement à la maison (à la campagne) à partir de maïs. Les femmes font cuire le maïs le soir dans une eau chaulée pour obtenir le nixtamal. Elles le laissent refroidir la nuit dans son eau. Au petit matin, elles broient manuellement les grains humides sur la pierre à moudre en pierre basaltique, le metate, ou dans un petit moulin de type artisanal. Après avoir laissé la pâte (masa) reposer, on la façonne entre la paume des mains dans une forme de galette arrondie. Les tortillas sont mises à cuire juste au moment du repas, sur une plaque chaude.
Le taco est confectionné avec une tortilla garnie de divers ingrédients puis pliée.

#### Yufka / börek
Les yufka sont des feuilles de pain turc, confectionnées traditionnellement à la campagne, à partir de minces feuilles de pâte non levée, composée d'un mélange de farine, d'eau et de sel. On malaxe bien l'ensemble et on laisse reposer une trentaine de minutes. La pâte est ensuite étendue avec un long rouleau fin (oklava) en une mince crêpe de 50 cm de diamètre, et cuite sur une plaque de fer (sac), très chaude, en quelques minutes. Les feuilles de pain non levé yufka (ou sac ekmegi) constituaient jusqu'à récemment l'aliment de base présent à tous les repas, dans la plus grande partie de l'Anatolie rurale. On confectionne des sandwichs appelés dürüm, en enroulant des boulettes de viande (Köfte), dans le yufka, ou des feuilletés au fromage ou à la viande hachée, cuits au four, nommés börek.

### Pains de blé croustillants
Les pains de blé croustillants, confectionnés à partir de farine de blé ou de seigle ou d'un mélange des deux, sont cuits directement sur la sole réfractaire d'un four. Ils appartiennent à l'aire culturelle méditerranéenne.
Ce sont les pains de l'Europe du Sud :

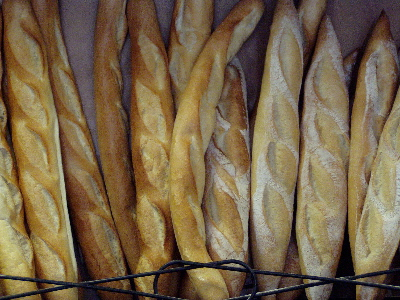
Baguettes.

- France : baguette, ficelle, pain de campagne, boule, miche (gros pain) ;
- Espagne : bollu preñau (pain des Asturies garni d'un chorizo), pan de Cruz, de Ciudad Real (miche bombée à croûte lisse de Castille-La Manche)… ;
- Italie : focaccia genovese (Ligurie), fougasse génoise, faite de farine, eau, sel, levure, orge (malt) et huile d'olive, elle est parfumée, avec une croûte ambrée, et elle était l'aliment de base des pêcheurs ; ciabatta[33], pain à la croûte savoureuse et tendre, avec un taux d'humidité élevé, que l'huile d'olive transforme en véritable gâteau, créé en Italie du Nord, près de la ville de Côme) ; et, pour les sandwichs, le panino (pl. panini)… ;
- dans le pourtour méditerranéen, on trouve aussi des pains croustillants en Grèce (koulouri κουλούρι), à base de pâte de blé, façonné en couronne, recouvert de sésame ; en Serbie (đevrek).

En Turquie, (simit), pain à croûte, en couronne, semblable au précédent, vendu par les marchands ambulants au coin des rues ; et en Égypte (shamsi, ou « pain soleil »)…

### Pain de mie
Les pains de mie sont des pains sans croûte, fabriqués industriellement, à partir de farine enrichie en matière grasse et en sucre, et cuits dans des moules. Ce sont des pains de l'aire anglo-saxonne (Royaume-Uni, Australie, Amérique du Nord, etc.), servant à faire des sandwichs.
La consommation de pain blanc est relativement récente en Angleterre, puisque, jusqu'au XVIIIe siècle, le pain anglais était fait de seigle. Du petit déjeuner au dîner, en toast ou en sandwich, le pain de mie demeure l'incontournable spécialité britannique (par exemple, les baked beans).
La famille s'est considérablement élargie avec le succès mondial des restaurants fast-food : petits pains, buns pour les hamburgers[réf. souhaitée].

### Pains noirs

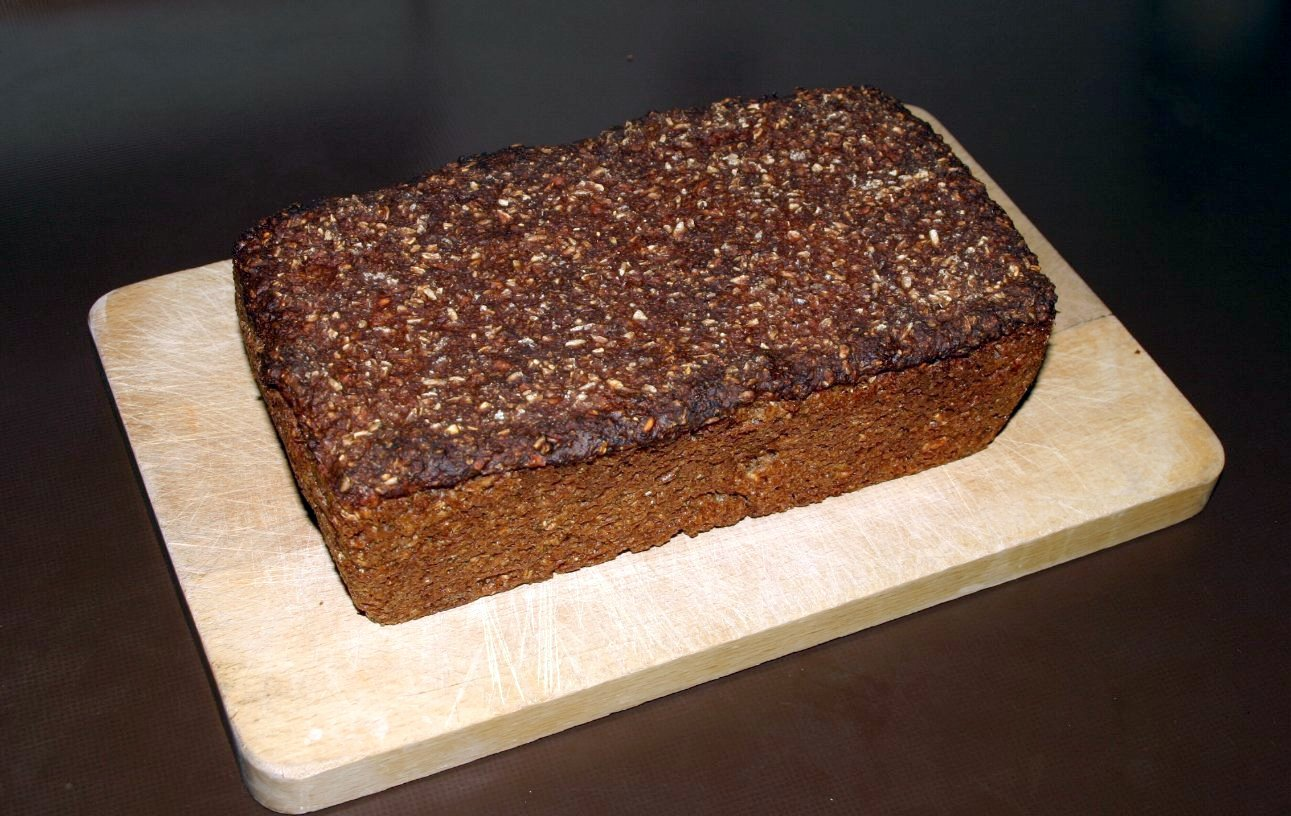
Un rúgbrauð islandais fait maison.

Les pains noirs sont confectionnés à partir de farine de seigle et sont fermentés au levain. Ils comportent une mie sombre, très dense, qui se coupe en tranches minces. Le seigle étant une céréale des régions froides, les pains noirs sont très courants en Europe du Nord et en Europe centrale.
- Allemagne : au pays des pains noirs, le Bauernbrot est le terme générique des pains à croûte noire, mate et crevassée, et au goût prononcé, le Berliner Landbrot (pain campagnard de Berlin), le pumpernickel (pain de seigle complet, sans croûte, de couleur noir chocolat, cuit au moule pendant au moins 16 heures)[31].
- Danemark : le rugbrød est un pain parallélépipédique, confectionné au seigle (dont le tiers de grains entiers), ensemencé au levain, additionné de babeurre.
- Estonie : le rukkileib, pain de seigle, ensemencé de levain de seigle (keet), cuit au moule.
- France : on trouve un pain noir lié à une tradition spécifique dans le canton de La Grave, et notamment dans le village de Villar-d'Arêne : le « pain bouilli[34] », fait de farine de seigle et d'eau bouillie uniquement, fabriqué et cuit une fois par an, en novembre, dans le four banal du village. La fabrication de ce pain, qui se conservait pendant des mois, est liée à la situation montagnarde de haute altitude des villages concernés, où le seigle faisait partie des rares céréales pouvant être cultivées. De nos jours, la fabrication de ce pain est poursuivie par les villageois, afin de conserver la tradition et son souvenir. Ce pain se présente sous forme d'une grande miche façonnée à la main, approximativement cubique ; sa mie est dense et brune, sa croûte épaisse. Un exemplaire de ce « pain bouilli » est conservé au Musée dauphinois de Grenoble.
- Islande : le rúgbrauð est un pain de seigle sans croûte, à la saveur douce ; on trouve également le hverabrauð, « pain de source chaude », pain noir de seigle moulé, initialement cuit dans le voisinage des sources chaudes, enfoui dans le sable ou la boue.
- Pologne : le chleb Musiorkiego est un pain de seigle au levain, à la croûte savoureuse ; il y a aussi le pain de Prądnik, le chleb pradnicki, qui est fait de seigle et de 25 % de froment, ensemencé de levain de seigle.
- Russie : le borodinski est fait de farine de seigle et de froment de seconde catégorie, et additionné de malt, de mélasse et de graines de coriandre ; le darnitski est, quant à lui, un pain à mie grise, moulé en petites briques et au goût aigrelet.
- Suisse : le « pain de seigle valaisan » est une grande miche ronde et assez plate, faite avec une pure farine de seigle au levain ; c'est le pain des montagnes qui se conserve pendant tout l'hiver[33].

### Pains frits
Ce sont des pains qui ne sont pas cuits au four mais frits. On les rencontre en Afrique et en Asie centrale.
- Hongrie : le lángos est confectionné avec de la farine de blé et de la purée de pomme de terre ; il est frit dans l'huile. Les petits langos sont servis en restauration rapide en Hongrie et Autriche[31].
- Mongolie : les boorcog sont des petits beignets frits en forme de boudin, fabriqués avec de la farine de blé, de l'eau et du beurre rance.
- Tibet : le kura est un beignet sec, préparé à l'occasion des fêtes du Nouvel An ou d'un mariage, en forme d'un nœud sans fin.

### Pains pochés à l'eau, ou à la soude, puis cuits

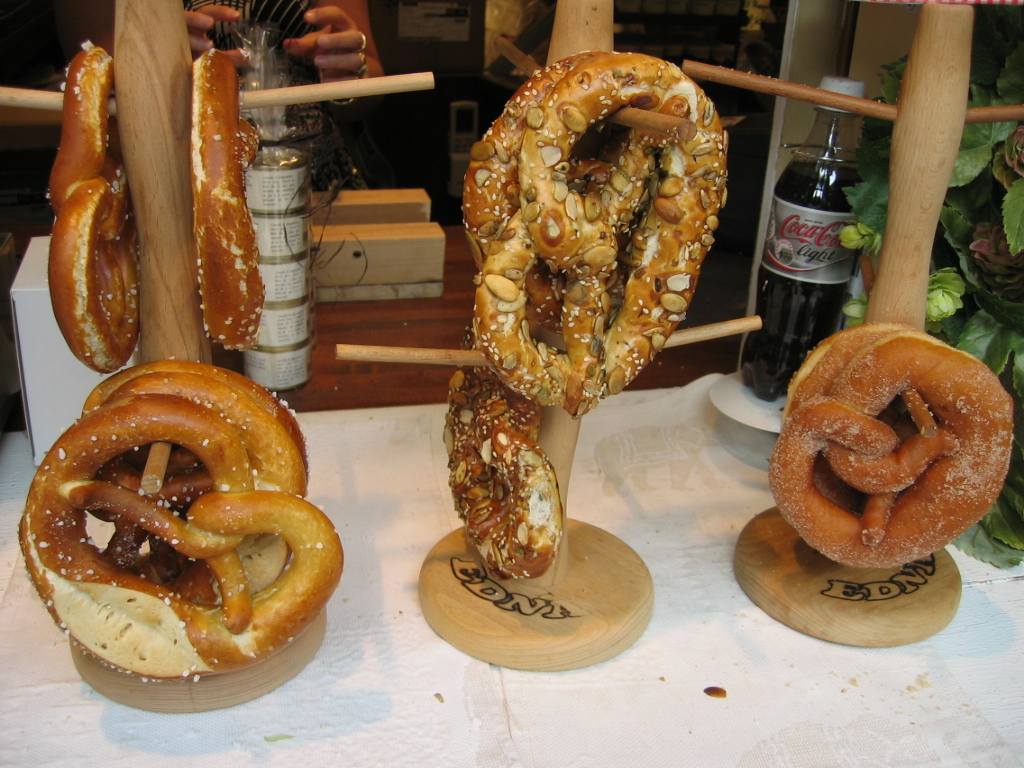
Bretzels alsaciens.

Ce sont des pains qui ont été pochés à l'eau très chaude avant la cuisson.
- En Allemagne, en Suisse, en Autriche et en Alsace, les bretzels sont des pains décorés et noués. Elles (ou ils) sont composées d'eau, de farine, de sel et de levure de boulanger. On les fait d'abord pocher à l'eau additionnée de bicarbonate de soude, puis on les saupoudre de gros sel avant la cuisson au four. Le Laugenbrezel est un bretzel à la saumure. Les Laugenweck et les Laugenstange diffèrent par leur forme, respectivement de petit pain rond et de forme allongée.
- Aux États-Unis : les bagels sont des pains en forme d'anneau, dotés d'une mie très dense et caoutchouteuse. Ils sont originaires d'Europe centrale et Orientale et ont été introduits par les immigrants juifs en Amérique du Nord. Les pretzels ont l'apparence des bretzels allemands, mais ont la consistance des bagels[35].

### Pains à la vapeur
Ce sont de petits pains ronds, très blancs, moelleux, fabriqués à partir de farine de blé et cuit à la vapeur.
- Chine : le mantou (饅頭) est un petit pain rond, sans croûte, très moelleux, cuit à la vapeur, qui a été longtemps un aliment de base en Chine du Nord.
- Pologne (Poznań) : le kluski na parze est un genre de beignet confectionné avec de la farine, de l'eau et de la levure, le tout additionné d’œufs et de lait. Ils sont cuits à la vapeur au-dessus d'une marmite d'eau bouillante.
- Tibet, Ladakh : le tingmo est un petit pain cuit à la vapeur, semblable au mantou.

### Pains secs
Ne doit pas être confondu avec Pain rassis ou Pensec.

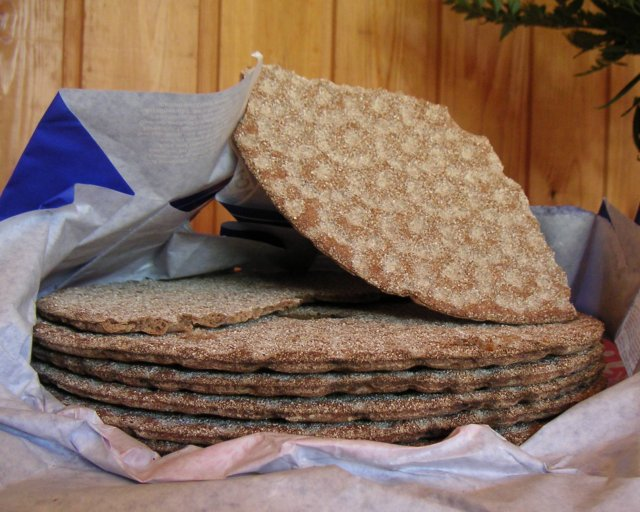
Knäckebröd suédois.

Les pains secs sont des pains cuits deux fois, pour leur assurer une longue conservation. Ils étaient appréciés des soldats, des marins ou des bergers partant en transhumance.
- Allemagne : le Zwieback (de l'all. zwei, « deux » et backen, « cuit »), originaire de la Prusse orientale ; il fut emmené par les Mennonites en Russie (actuelle Ukraine).
- Croatie : le baskotin est un pain sucré, très dur, confectionné à l'origine par les bénédictines du couvent Sainte-Margherite ; ce sont des tranches de pain de blé qui ont été remises au four.
- France : la biscotte (de l'italien bis-cotto « cuits deux fois »), ce terme est attesté depuis le XIVe siècle ; il est mentionné en 1873, par Jules Gouffé[36], dans son ouvrage de pâtisserie. Proche du biscuit, emporté comme provision par les marins.
- Grèce : paximadi est un terme générique pour tout un éventail de pains cuits deux fois. Le paximadi crétois au seigle, ou à l'orge, est à la base du régime crétois. Une spécialité crétoise est l’eptazymo, pétri sept fois et cuit deux fois, confectionné à partir de farine de blé et de pois chiches.
- Sardaigne : le carasau était préparé par les femmes, à partir de semoule, de farine de blé ou parfois d'orge. De fines feuilles de pâtes étaient cuites en deux fois.
- Suède et pays scandinaves : le knäckebröd est un pain croquant suédois (pain Wasa) ; c'est une feuille de pain sec, traditionnellement à base de seigle, qui peut se conserver très longtemps. À l'origine, il a la forme d'un disque, percé au centre d'un trou, ce qui permettait de le conserver sur une barre de bois suspendue près du feu, afin de le garder hors d'atteinte de l'humidité et des rongeurs. Après une première cuisson de cinq minutes, les knäckebröd sont repassés ensuite au four à chaleur basse (50 °C) jusqu'à complet dessèchement[31].
- Turquie : les pains cuits deux fois dans la cuisine turque sont la galeta, le gevrek, le peksimet et l'etimek. Voir Pains turcs secs (es).

### Pains garnis et fourrés
- Italie (Naples) : la pizza ; la plus simple, la pizza Margherita, est préparée en étalant sur la pâte à pain, une cuillère à soupe de sauce tomate, de la mozzarella écrasée avec les mains, une ou deux feuilles de basilic frais, un soupçon d'huile d'olive ; elle est cuite au four. Le plat des Napolitains pauvres est devenu une gourmandise de pays riches du monde entier.
- France (Nice) : la pissaladière, faite de pâte à pain, d'oignons cuits et de pissalat (crème de sardines et d'anchois salés).
- Russie : pains fourrés bierrock.

### Pains sucrés, pains rituels et ouvragés
Le pain pouvait s'enrichir d’œufs, de sucre, de miel et d'épices à l'occasion des fêtes civiles ou religieuses.
- Afrique du Nord/France : la mouna est une brioche en forme de dôme de la cuisine pied-noir, originaire d'Oranie, confectionnée pour les fêtes de Pâques.
- Belgique : le cougnou est un pain viennois supportant la figurine du petit Jésus, confectionné pour la fête des enfants, la Saint-Nicolas, le 6 décembre et à Noël.
- Italie : le panettone est une brioche garnie de raisins secs, confectionnée traditionnellement pour Noël.

## Typologie par pays

### Europe du Nord et Europe centrale
Dans les pays du nord de l'Europe, particulièrement la Scandinavie et l'Allemagne, le pain se fait souvent avec du seigle. Ce pain se fait avec un levain acidique, car le seigle ne possède pas de gluten, contrairement au blé, et les amylases du seigle sont plus actives aux températures élevées ; les amylases peuvent détruire la structure d'un pain de seigle, et l'acide peut cesser leur action.
Pour l'Allemagne, on compte entre 300 et 600 sortes de pain, qui se distinguent par la forme, la farine ou la méthode de production.

#### Arménie
Les pains traditionnels arméniens sont le lavash, ce qui signifie « regarde bien », et le matnakash, qui signifie « tiré des doigts ».

#### France

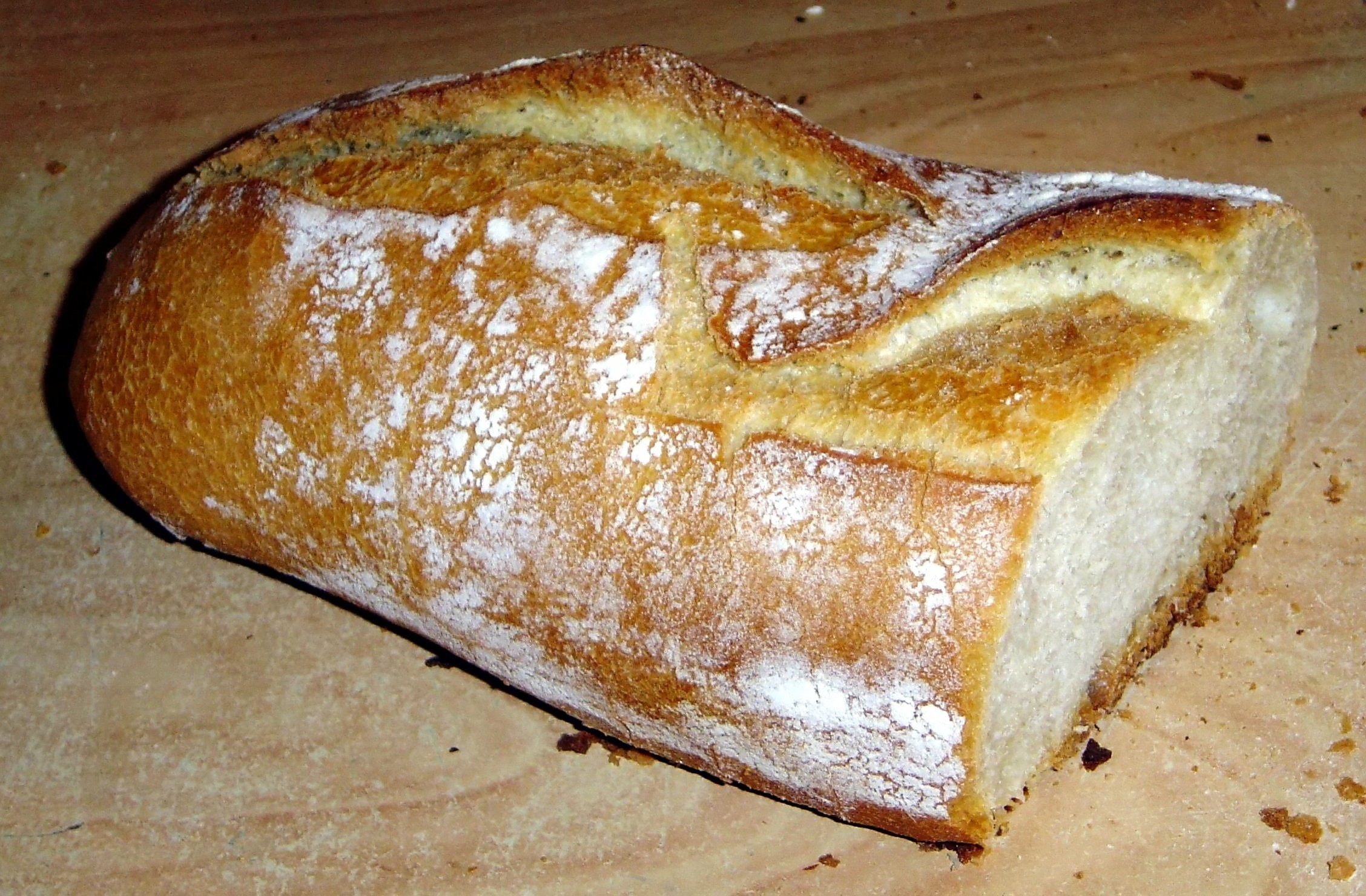
Pain français.

La fabrication est réglementée par la loi : le pain doit être préparé à partir de farine de blé tendre (froment).
Le pain contient en moyenne 18 g de sel au kilogramme de farine, une baguette (250 g) 4,7 g, soit la quantité maximale quotidienne recommandée par l'OMS (5 g/jour/personne). Un rapport de l'AFSSA (Agence Française de Sécurité Sanitaire des Aliments), publié en 2002, plaçait le pain (et les biscottes) en tête des aliments vecteurs de sel dans l'alimentation quotidienne (p. 25-29). Ce rapport préconisait notamment une diminution progressive de la teneur en sel du pain pour atteindre une teneur recommandée de 18 g de sel ajouté par kg de farine (p. 59).
Le pain blanc est donc un aliment calorique, riche en sel et en sucre rapide, mais pauvre en fibres, en vitamines et éléments minéraux. Bien qu'il ait encore sa place dans le patrimoine gastronomique français, le pain moderne a perdu en grande partie ses anciennes qualités. La plupart des boulangeries font également des pains spéciaux, souvent sous forme de boule ou de miches de 250 ou 500 g. Il peut s'agir de pains avec inclusions (graines, fruits, noix…), ou utilisant des farines différentes : farine de blé semi-complète ou complète, farine d'autres céréales, parfois mélangées entre elles et/ou avec du blé (seigle, épeautre, kamut…). Ces pains sont souvent plus faciles à trouver dans les boulangeries utilisant des farines issues de l'agriculture biologique.

##### Pains par dimension en France
- Baguette, 250 g.

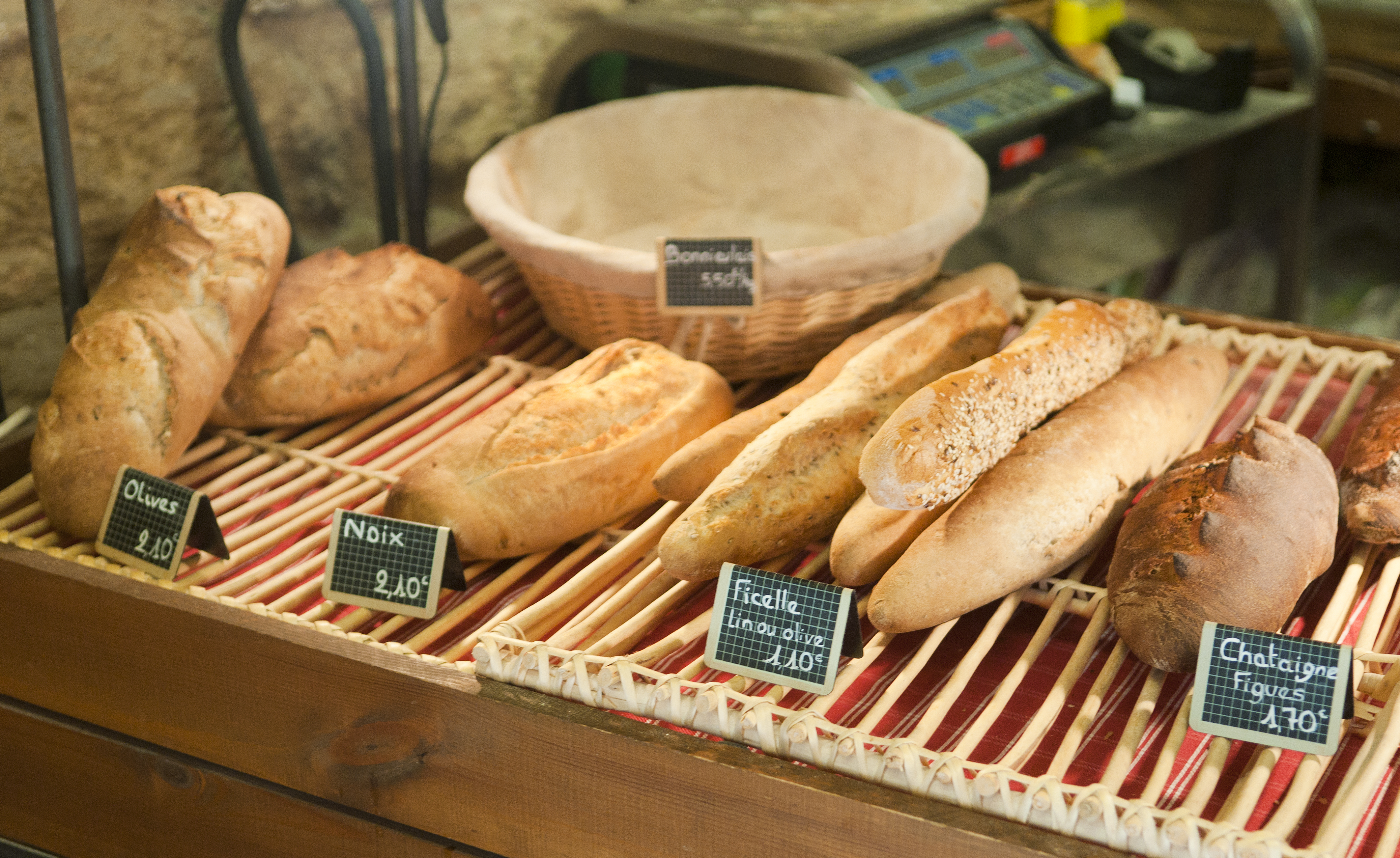
Différents types de pain dans une boulangerie en France.

- Bâtard, de même section que le pain mais de même poids que la baguette.
- Ficelle.
- Miche, environ 1 kg.
- Pain, appelé aussi, dans certaines régions de France (vers Lyon, par exemple), la flûte, 400 g, de même longueur mais d'épaisseur double de la baguette. En Franche-Comté, la flûte est appelée le pain long. Dans la région Provence-Alpes-Côte d'Azur, la flûte est appelée le « restaurant ». Dans l'ouest de la France, on parle parfois de « pain de deux (livres) ». À Paris, il est souvent appelé « pain parisien ».

#### Italie

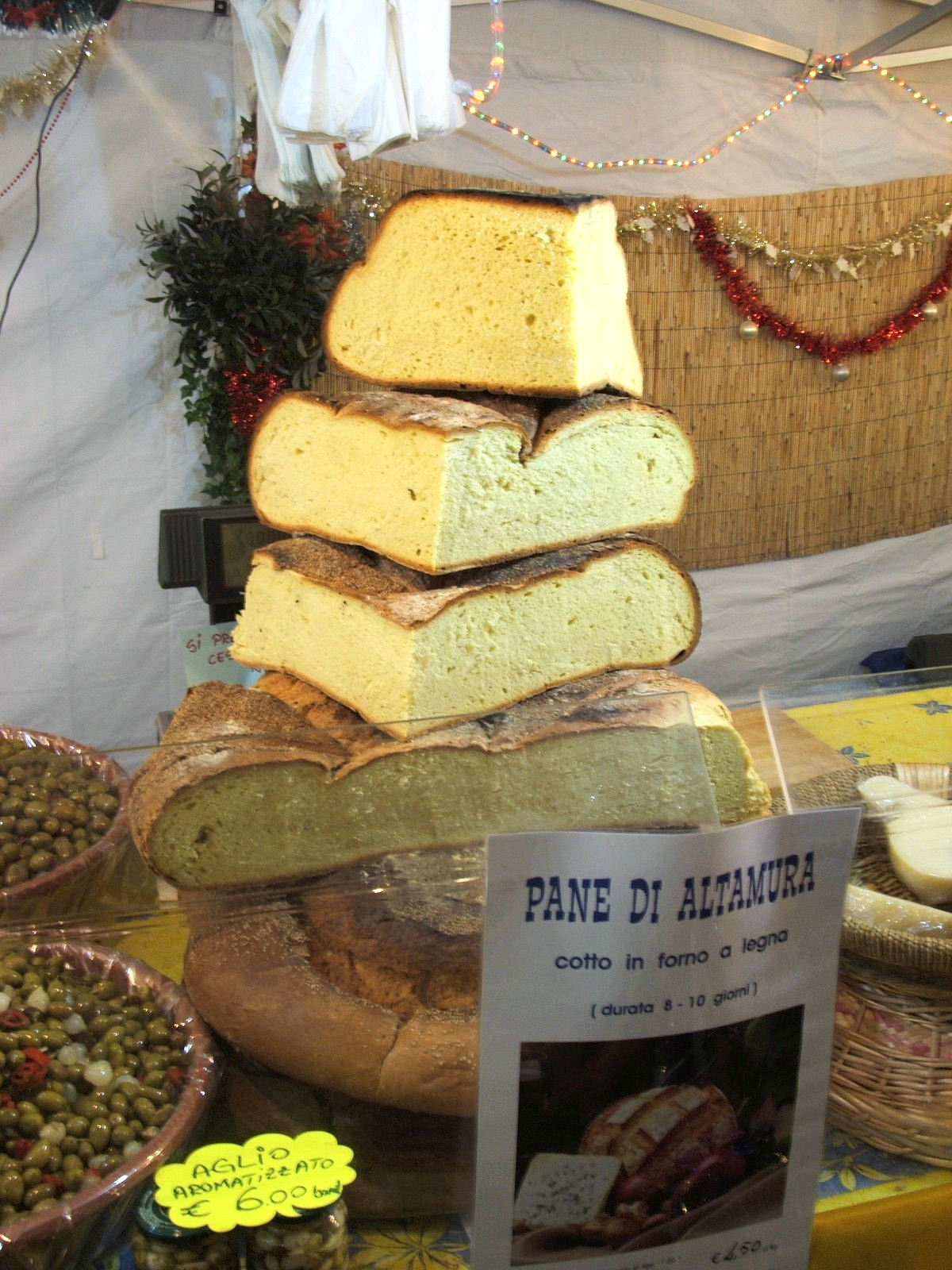
Pane di Altamura.

- Focaccia (cf. fougasse provençale), un pain génois fait principalement avec de l'huile d'olive et divers condiments.
- Pagnotta del Dittaino.
- Pane di Altamura.
- Pane casareccio di Genzano.
- Pane di Matera.
- La pitta en calabre, la ciriola dans le Latium, etc.

#### Suisse
Il y a, en Suisse, deux cents variétés de pain, dont des pains cantonaux.
- Pain bis.
- Pain aux noix.
- Pain paysan.
- Pain du 1er août est confectionné le jour de la fête nationale.
- Pain argovien, fabriqué à partir d’une pâte moyennement ferme à base de farine bise ou mi-blanche.
- Pain bâlois, formé en deux parties avec une croûte croustillante et farineuse, la mie est bien cuite et le goût prononcé.
- Pain bernois, connu dans toute la Suisse sous le nom de pain rond, pain bis ou pain mi-blanc.
- Pain bernois, Zürcher Murre, apprécié dans tout le pays, est un pain lourd et fort, de la forme d’un pain bis ovale, ou d’un pain mi-blanc.
- Pain fribourgeois, composé d'un tiers de farine bise, d'un tiers de farine mi-blanche et d'un tiers de farine de seigle.
- Pain genevois est comme une galette, très plat et bien cuit.
- Couronne de seigle des Grisons composé d'au moins deux tiers de farine de seigle et d'un tiers de farine de blé.
- Pain du Jura, marqué du sceau cantonal, est rond et plat.
- Pain lucernois, appelé Weggen, fabriqué traditionnellement avec du levain. Il possède une surface farinée ou brillante.
- Pain neuchâtelois est un pain mi-blanc, cuit en deux boules collées, séparées pour la vente, ce qui fait qu’un des côtés n'a pas de croûte.
- Pain d’Obwald a une forme de baguette.
- Pain de seigle valaisan AOP est un pain de seigle complet, sombre, rustique et fort. Il est la plupart du temps préparé avec du levain et peut donc être conservé longtemps. Dans certains vallées valaisannes, il peut encore être cuit dans le four à pain du village.
- Pain tessinois, pane ticinese, est un pain blanc non tranché, adapté au mode de vie méridional.
- Pain à tête est fabriqué à Zoug et à Schwytz. Il porte ce nom en raison d'une tête en pâte surmontant la miche.
- Pains de Thurgovie et d’Appenzell sont ronds et façonnés avec un « nez » prononcé.
- Pain vaudois à la croix, fort et croustillant, est fait avec une pâte mi-blanche molle.
- Pain zurichois, très répandu, est fabriqué avec de la farine bise, ou mi-blanche, et peut être facilement découpé en tranches égales, grâce à sa forme allongée et aux entailles qu’il présente.
- Ballon de pain ou Bürli

### Amérique du Nord

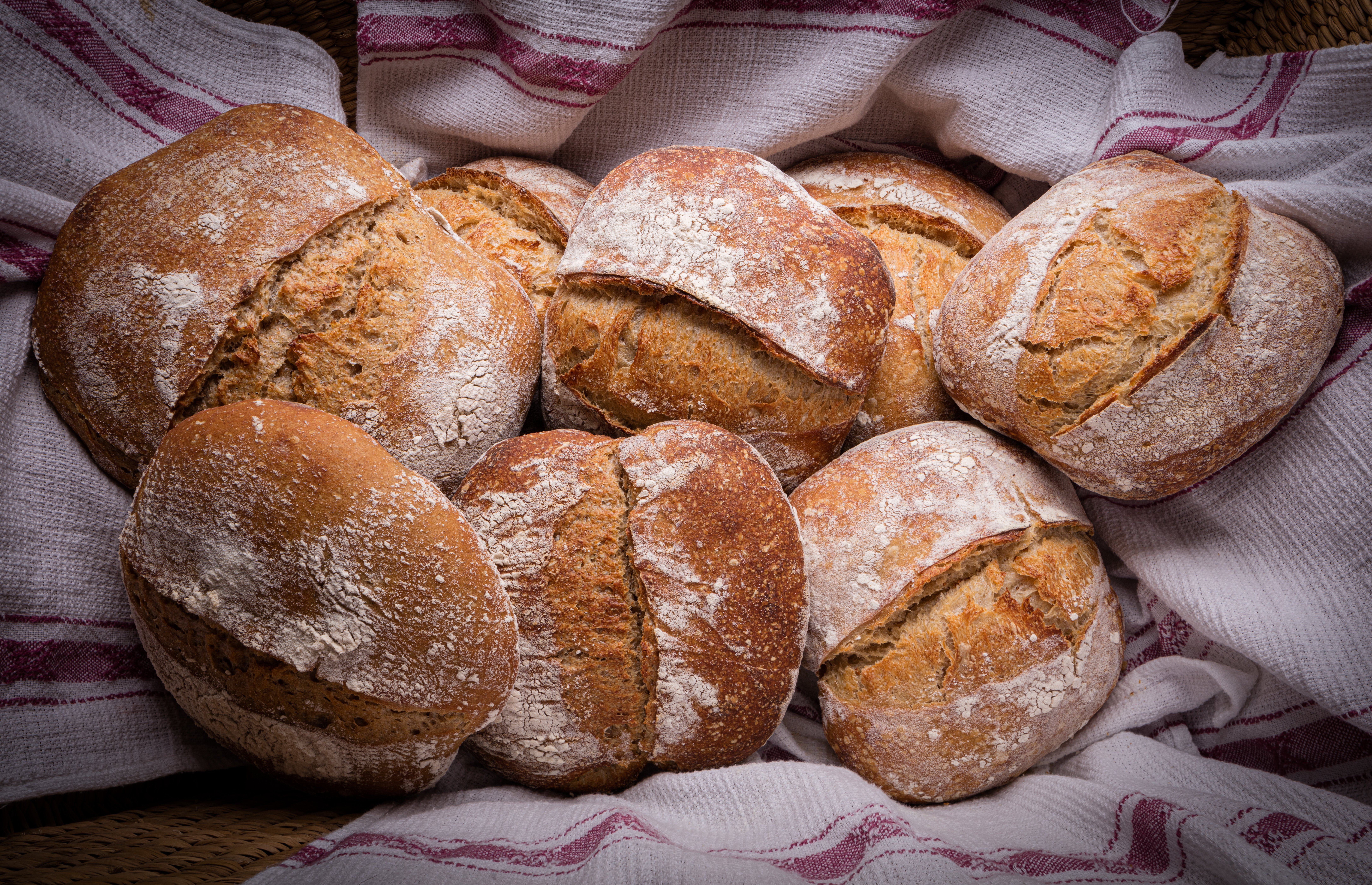
Sourdough faits maison, pains au gout aigre réalisés aux États-Unis. Mai 2020.

On trouve de nombreux types de pains différents en Amérique du Nord. Le pain européen, avec seulement de la farine et de l'eau, est populaire, mais le pain le plus connu se fait avec du lait et du beurre. Les pains historiques, par exemple le sourdough de San Francisco ou le rye and indian, se font également, mais ils ne sont pas aussi populaires. Les pains juifs sont également populaires, particulièrement les bagels et le 'hallah (comme la brioche, mais avec de l'huile, pas de beurre), et les pains italiens (pizza, etc.).

### Océanie
On trouve en Australie un pain traditionnel appelé damper.

## Valeurs nutritionnelles comparées de pains
En France, une base de données de référence sur la composition nutritionnelle des aliments est gérée par l’Anses. Ce tableau mis à jour en 2020 fournit des données pour plusieurs catégories de pain.
|                                                  | Pain, baguette courante française | Pain courant français, 400 g ou boule | Pain complet, artisanal | Pain de campagne, pain bis | Pain de seigle et froment | Pain de mie |
| pour 100 g                                       |                                   |                                       |                         |                            |                           |             |
| glucides                                         | 57,4 g                            | 49,3 g                                | 49,4 g                  | 55,6 g                     | 43,9 g                    | 49,6 g      |
| dont amidon                                      | 54,8 g                            | 48,9 g                                | 46,9 g                  | 55,2 g                     | 43,6 mg                   | 44,6 mg     |
| dont sucres                                      | 2,6 g                             | 0,35 g                                | 2,5 g                   | 1,9 g                      | 0,3 g                     | 5 g         |
| dont polyols totaux                              |                                   |                                       |                         |                            |                           |             |
| eau                                              | 27,2 g                            | 37,6 g                                | 33 g                    | 30,5 g                     | 32,3 g                    | 33,3 g      |
| protéines                                        | 8,6 g                             | 7,4 g                                 | 8,4 g                   | 8 g                        | 7,2 g                     | 7,8 g       |
| fibres alimentaires                              | 2,9 g                             | 2,6 g                                 | 5,3 g                   | 3,1 g                      | 5,8 g                     | 2,8 g       |
| lipides                                          | 1,4 g                             | 1 g                                   | 1,3 g                   | 1,3 g                      | 2,9 g                     | 4,5 g       |
| dont acides gras saturés                         | 19 mg                             | 200 mg                                | 290 mg                  | 220 mg                     | 740 mg                    | 1 270 mg    |
| dont acides gras monoinsaturés                   | 110 mg                            | 230 mg                                | 160 mg                  | 100 mg                     | 840 mg                    | 1 980 mg    |
| dont acides gras polyinsaturés                   | 350 mg                            | 240 mg                                | 230 mg                  | 620 mg                     | 910 mg                    | 1 180 mg    |
| dont cholestérol                                 | 50 µg                             |                                       | 600 µg                  | 370 µg                     |                           | 800 µg      |
| sodium                                           | 716 mg                            | 519 mg                                | 600 mg                  | 660 mg                     | 606 mg                    | 531 mg      |
| potassium                                        | 129 mg                            | 87,8 mg                               | 210 mg                  | 132 mg                     | 110 µg                    | 149 mg      |
| phosphore                                        | 97 mg                             | 77,1 mg                               | 224 mg                  | 83 mg                      | 101 µg                    | 98 mg       |
| calcium                                          | 40 mg                             | 21,7 mg                               | 53 mg                   | 45 mg                      | 24,7 µg                   | 99 mg       |
| magnésium                                        | 20 mg                             | 26,5 mg                               | 47 mg                   | 30 mg                      | 32,2 mg                   | 30 mg       |
| vitamine B3                                      | 850 µg                            | 1 200 µg                              | 2 500 µg                | 1 100 µg                   | 1 400 µg                  | 1 300 µg    |
| zinc                                             | 750 µg                            | 1 270 µg                              | 1 230 µg                | 800 µg                     | 1 010 µg                  | 810 µg      |
| fer                                              | 740 µg                            | 1 300 µg                              | 1 650 µg                | 700 µg                     | 2 300 µg                  | 1 300 µg    |
| manganèse                                        | 520 µg                            | 690 µg                                | 1 220 µg                | 770 µg                     | 730 µg                    | 680 µg      |
| vitamine B5                                      | 300 µg                            | 400 µg                                | 760 µg                  | 430 µg                     | 330 µg                    | 300 µg      |
| activité vitaminique E, équivalents α-tocophérol | 300 µg                            | 530 µg                                | 330 µg                  | 390 µg                     | 320 µg                    | 300 µg      |
| cuivre                                           | 120 µg                            | 160 µg                                | 220 µg                  | 140 µg                     | 180 µg                    | 140 µg      |
| vitamine B1                                      | 60 µg                             | 150 µg                                | 70 µg                   | 70 µg                      | 200 µg                    | 180 µg      |
| vitamine B2                                      | 60 µg                             | 70 µg                                 | 120 µg                  | 40 µg                      | 160 µg                    | 30 µg       |
| vitamine B6                                      | 60 µg                             | 70 µg                                 | 140 µg                  | 120 µg                     | 100 µg                    | 40 µg       |
| vitamine B9                                      | 23 µg                             | 39,5 µg                               | 15 µg                   | 31 µg                      | 32 µg                     | 40 µg       |
| iode                                             | 6 µg                              | 6,5 µg                                | 2 µg                    | 23 µg                      | 8,6 µg                    | 6,2 µg      |
| sélénium                                         | 4,6 µg                            | 5,5 µg                                | 4,5 µg                  | 2,2 µg                     | 3,2 µg                    | 2 µg        |
| acides organiques                                |                                   |                                       |                         |                            |                           |             |
| ß-carotène                                       |                                   |                                       |                         | 4 µg                       |                           |             |
| éthanol                                          |                                   |                                       |                         |                            |                           | 100 000 µg  |
| vitamine A                                       |                                   |                                       |                         |                            |                           |             |
| vitamine B12                                     |                                   |                                       |                         |                            |                           | 0,17 µg     |
| vitamine C                                       |                                   |                                       |                         |                            |                           |             |
| vitamine D                                       |                                   |                                       |                         |                            |                           |             |
| énergie                                          | 1 174 kJ                          | 1 001 kJ                              | 1 060 kJ                | 1 129 kJ                   | 976 kJ                    | 1 146 kJ    |
| énergie                                          | 277 kcal                          | 236 kcal                              | 250 kcal                | 266 kcal                   | 230 kcal                  | 271 kcal    |

100 grammes d'une baguette (T55) :
- 55 g d'amidon[43] ;
- 8 à 10 g de protéines végétales
- 1,6 g d'acide gras[44] ;
- des vitamines (B1, B2, B3, B6, et E) ;
- des éléments minéraux dont le sel, (fer, phosphore, magnésium, calcium) ;
- de 3 à 5 g de fibres ;
- indice glycémique de 75[43].

Le pain blanc (T45) contient 58 g d'amidon avec un indice glycémique de 85. Le pain intégral frais (T 200) contient 45 g d'amidon avec un indice glycémique de 40.
Le pain complet contient plus de fibres et d'éléments minéraux.

## Économie

### Consommation
| Pays       | Consommation annuelle (en kg/personne/an) | Part de marché des boulangeries industrielles (en %) |
| ---------- | ----------------------------------------- | ---------------------------------------------------- |
| Allemagne  | 84                                        | 35                                                   |
| Danemark   | 72                                        | 51                                                   |
| Autriche   | 70                                        | 34                                                   |
| Italie     | 66                                        | 10                                                   |
| Belgique   | 65                                        | 36                                                   |
| Pays-Bas   | 60                                        | 74                                                   |
| France     | 58                                        | 20                                                   |
| Norvège    | 58                                        | ?                                                    |
| Espagne    | 57                                        | 20                                                   |
| Angleterre | 37                                        | 77                                                   |
| Suisse     | 42                                        | ?                                                    |

| Année | Consommation (en grammes) |
| ----- | ------------------------- |
| 1900  | 900                       |
| 1920  | 630                       |
| 1950  | 325                       |
| 1960  | 225                       |
| 1970  | 200                       |
| 1980  | 175                       |
| 2000  | 153                       |
| 2002  | 165                       |

Cinquième producteur de blé au monde, la France est un pays de tradition boulangère. Pourtant, la consommation de pain en France n'a cessé de chuter depuis au moins le début du XXe siècle. Les modifications du mode de vie, et le développement des techniques de réfrigération favorisant la consommation d'autres aliments, peuvent expliquer cette baisse de popularité.
Cette chute est moins marquée en Europe du Nord et en Italie ; ainsi, les Allemands sont les plus gros mangeurs de pain en Europe. En revanche, la France garde la spécificité culturelle de la baguette, très populaire, et encore généralement achetée à la boulangerie, faisant de la boulangerie le commerce de proximité favori des Français. En Suisse, la consommation journalière de pain était de 600 grammes au début du XXe siècle, de 130 grammes en 2004 et de 115 grammes en 2015. À la fin des années 2010, chaque année environ 75 boulangeries y disparaissent En 1979, il y avait plus de 6000 boulangeries en Suisse et plus qu'environ 1500 en 2017.

## Usages et gastronomie
Le pain sert de base à la préparation de sandwichs et de tartines, qui existent sous de nombreuses variétés. Il est aussi possible de le découper et le cuire sous forme de croûtons pour garnir certains plats.
Une fois que le pain est rassis, il trouve d'autres usages. Sous forme de tranches, il est la base de la recette du pain perdu. On peut par ailleurs le piler pour en faire de la chapelure. Cette dernière est l'ingrédient principal du couscous au pain (où elle remplace la semoule), du migas, de la sauce au pain, et sert en outre à paner des aliments, 

## Symbolique

### Le pain en politique
Dans les cultures où il est un aliment de base, le pain peut représenter la nourriture au sens large, par métonymie.
Demander du pain lors de revendications revient alors à demander un accès moins difficile à l'alimentation. Par exemple, dans des manifestations protestataires qui ont lieu dans le cadre de la crise de la dette en Grèce, qui se poursuit jusqu'en 2012, le slogan Ψωμί, παιδεία, ελευθερία / psômi, paideía, eleuthería (« Du pain, de l'éducation et de la liberté ») a abondamment été utilisé. Il a aussi été scandé en grec, lors de la manifestation en soutien au peuple grec, qui a eu lieu à Paris le 18 février 2012.
L'importance du pain dans l'alimentation conduisait par exemple le vol de pain à être le vol le plus gravement puni pour les prisonniers des goulags de l'URSS, les sanctions pouvant aller jusqu'à la mort.

### Le pain dans la religion

#### Dans l'Égypte antique
Il est bien possible que les Égyptiens connaissaient la cuisson du pain il y a 5 000 ans, c'est-à-dire avant les dynasties. Le pain était présent dans les rites funéraires de l'Égypte antique. Cet aliment étant considéré comme la « nourriture de vie », les morts devaient en disposer afin de pouvoir vivre dans l'au-delà, puisque leur âme avait encore besoin de nourriture terrestre. Dans le tombeau de Toutânkhamon, on trouva du pain.

#### Dans la Rome antique
Le pain est porté en procession dans des cérémonies religieuses par les Romains qui en offrent aux défunts.

#### Dans le judaïsme
Les Juifs apportaient 12 pains en offrande, le jour du shabbat dans le temple de Dieu, c'étaient les « pains de proposition » que seuls les prêtres pouvaient manger. Aujourd'hui, un pain tressé appelé 'hallah est utilisé lors de chaque shabbat. Le pain azyme (ou matsa) est toujours utilisé pour célébrer la Pâque et commémorer la fuite d'Égypte.

#### Dans le christianisme
Le prophète Élisée, puis Jésus, ont fait le miracle de la multiplication des pains.

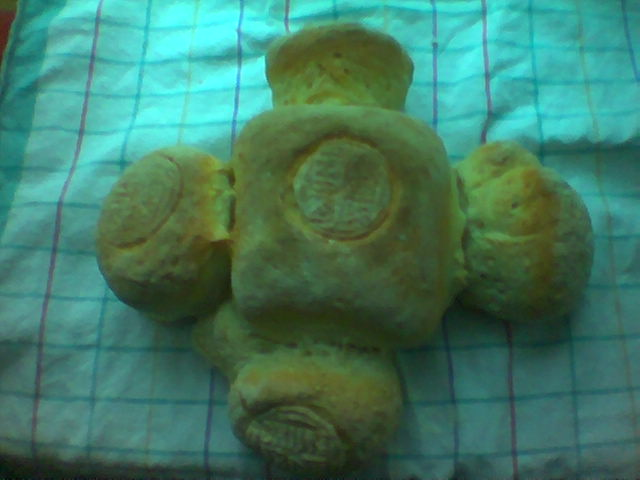
Pain d'eucharistie dans les Églises d'Orient (Prosphore). Contrairement aux hosties catholiques, il s'agit d'un pain levé.

Le pain est au centre de l'Eucharistie chrétienne ; c'est le « pain sacramentel », « pain à chanter », ou « pain des anges », plus connu aujourd'hui sous le nom d'hostie dans le catholicisme romain. Jésus se définit lui-même comme le « pain de vie » (Jean 6:35). La « Grâce » divine est nommée « pain des forts » et la prédication, l'enseignement religieux le « pain de la parole de Dieu ». Dans le catholicisme romain, le morceau de cire bénite enchâssée dans un reliquaire est le « pain sacré ». En hébreu, Bethléem signifie « la maison du pain », et les chrétiens voient, dans le fait que Jésus soit né dans une ville de ce nom, la signification de son sacrifice via l'Eucharistie.

### Le pain dans les arts

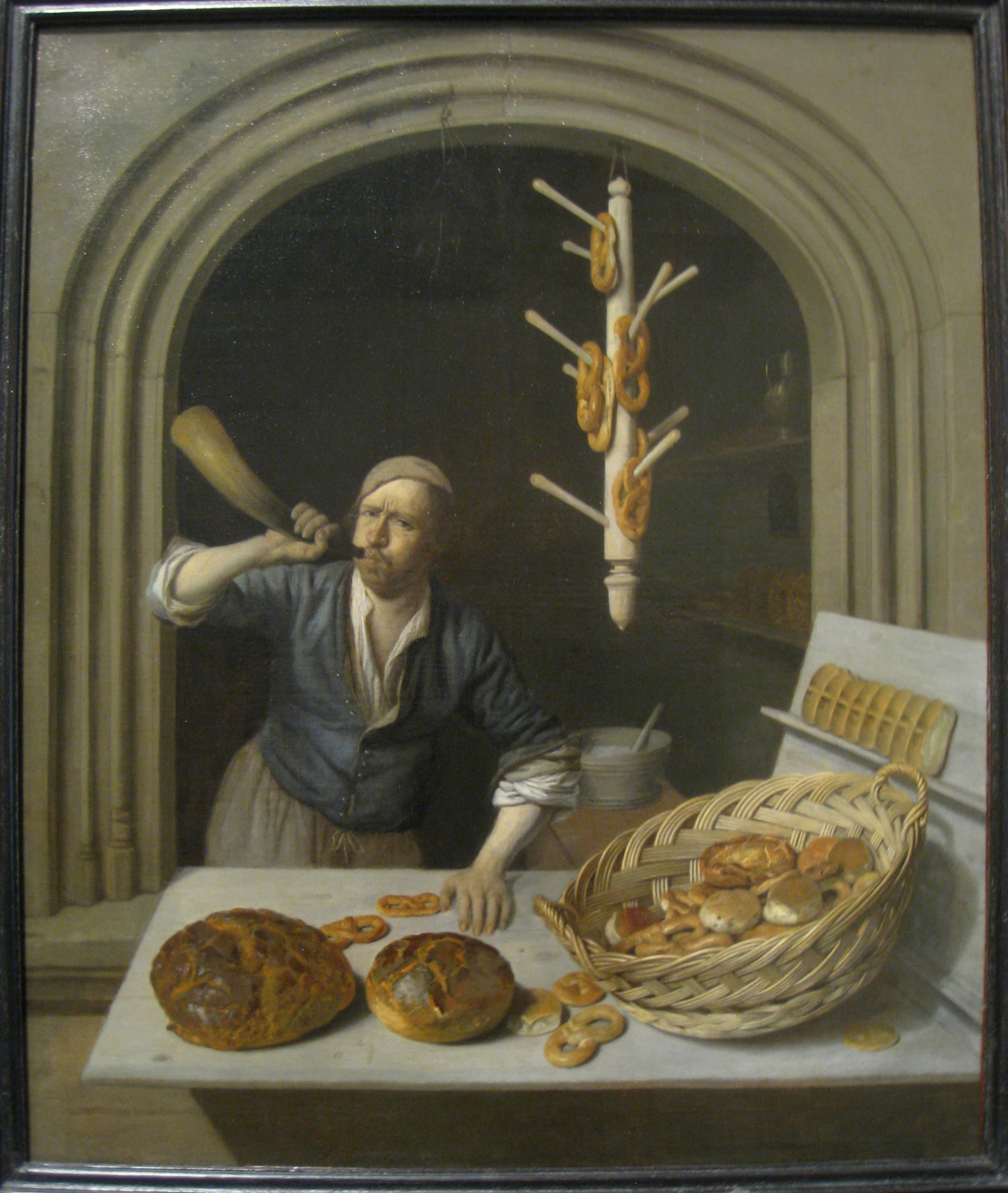
Boulanger, par Gerrit Berckheyde.

#### Littérature
- « Enfin je me rappelai le pis-aller d'une grande princesse à qui l'on disait que les paysans n'avaient pas de pain, et qui répondit : “Qu'ils mangent de la brioche.” » Rousseau, Les Confessions, livre VI, publié en 1782[52]. (Cette citation, souvent attribuée à Marie-Antoinette, même si elle semble fidèle à l'état d'esprit de la reine, est sans doute inventée.)
- « Le théâtre doit faire de la pensée le pain de la foule. » (Victor Hugo). Et, dans Les Misérables, c'est à cause du vol d'un pain que Jean Valjean est condamné aux galères.
- Xavier de Montépin : La Porteuse de pain.
- Francis Ponge : Le Pain, poème écrit en 1942 et extrait de l'ouvrage Le Parti pris des choses.
- Pierre Lachambeaudie : « La science qui nourrit l'âme, vaut le pain qui nourrit le corps[53]. »

#### Statuaire

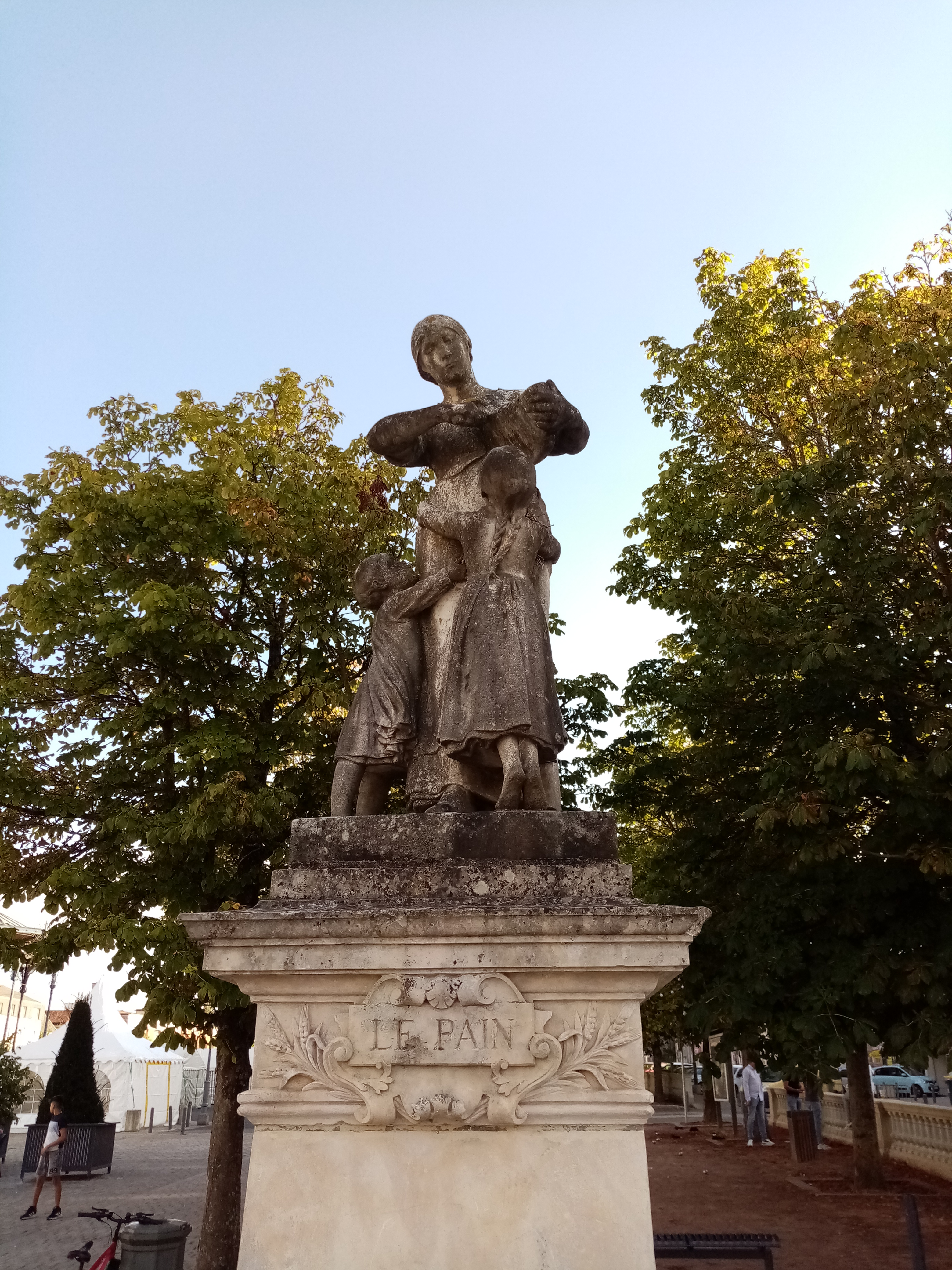
La statue Le Pain représente deux enfants accrochés à leur mère pour obtenir du pain; Parthenay, France.

À Parthenay (Deux-Sèvres), la statue Le Pain a été créée par le sculpteur Louis-Albert Lefeuvre en 1886. Elle représente deux enfants s'accrochant à leur mère pour obtenir du pain.

#### Bande dessinée
Yakitate!! Ja-pan est un manga original, basé sur la fabrication du pain.

#### Peinture
- La Cène.
- Brueghel l'Ancien : Le Banquet de noces.
- Balthus : La baguette tenue par le peintre dans Le Passage du Commerce Saint-André.

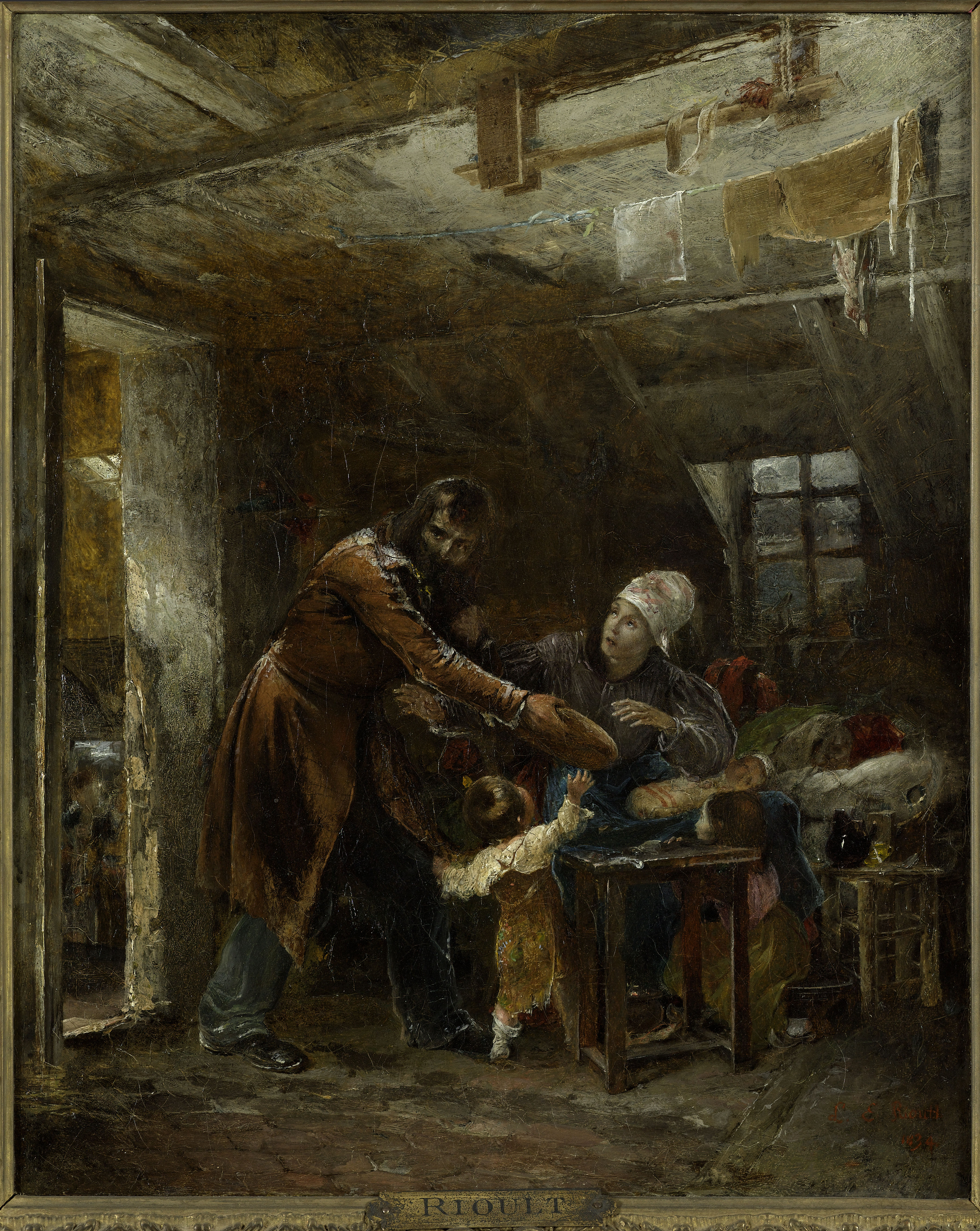
Claude Gueux rapportant à sa famille le pain volé; peinture de Louis-Édouard Rioult d'après le roman de Victor Hugo.

- Claude Gueux rapportant à sa famille le pain volé; peinture de Louis-Édouard Rioult d'après le roman de Victor Hugo.Louis-Édouard Rioult : Claude Gueux rapportant à sa famille le pain volé.

#### Cinéma
- Pagnol : La Femme du Boulanger (1938), avec Raimu.
- Henri Verneuil : Le Boulanger de Valorgue (1938), avec Fernandel.

### Le pain dans les contes et coutumes
- Cougnou de Saint-Nicolas, puis de Noël.
- Galette des rois.
- Hansel et Gretel.
- Pains de fiançailles, de mariage.
- Le Petit Chaperon rouge.
- Le Petit Poucet.

### Expressions

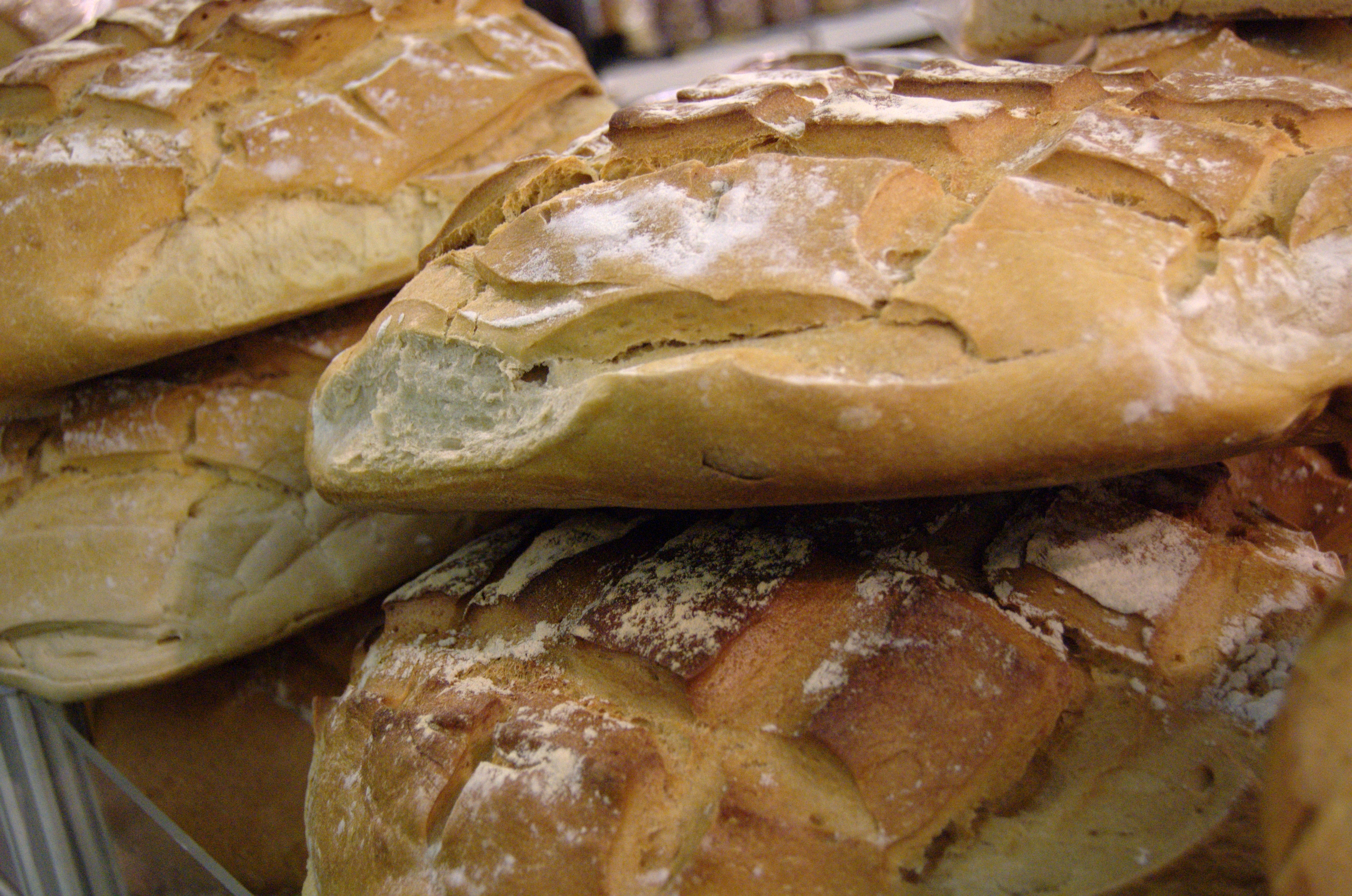
Pains.

- « Compagnon » : littéralement, la personne avec (cum en latin) qui l'on partage son pain (panis en latin) ; de compagnon vient le mot « copain ».
- « Mieux vaut pain en poche que plume au chapeau » : tout ce qui est superficiel n'a pas de valeur réelle et ne nourrit pas[54].
- « Être trempé comme une soupe » : la soupe, à l'origine, ne désignait pas un bouillon, mais le pain que l'on trempait dedans, d'où l'expression.
- « Manger son pain blanc en premier[55] » : avoir le meilleur de quelque chose, sous-entendu en attendant l'arrivée du moins bon. L'expression opposée est « manger son pain noir[55] ».
- Mihina-mofo toa vazaha nefa malagasy vavony : manger du pain comme un Français tout en ayant un estomac de Malgache.
- « Être au pain sec [et à l'eau][55] » : ne disposer que de ressources alimentaires minimales.
- « Ça ne mange pas de pain[55] » : se dit d'un acte sans conséquence grave, ou qui consomme peu de ressources essentielles ; et aussi, cela ne coûte rien.
- « Bon comme du bon pain[53] » : qualifie une personne incapable de malveillance.
- « Gagner son pain [quotidien][55] » : exercer son métier, plus familièrement « gagner sa croûte ».
- « Mettre un pain » : frapper quelqu'un.
- « Prendre un pain » : avoir une amende ou endommager quelque chose.
- « Il a plus de la moitié de son pain cuit[53] » : se dit de quelqu'un qui n'a plus longtemps à vivre.
- « Il n'y a ni pain ni pâte au logis » : se dit de quand il est temps de faire les courses.
- « Il a mangé du pain du roi » : il a fait de la prison.
- « Être né pour un petit pain » : avoir peu d'ambition, avoir un avenir médiocre.
- « Tel pain, telle soupe[53] » : qui se ressemble s'assemble
- « Réussir mieux en pain qu'en farine » : terminer heureusement une affaire qui avait mal commencé.
- « Être pain » : expression québécoise française signifiant être idiot ou incapable dans un domaine défini.
- « Avoir mangé plus d'un pain » : avoir beaucoup voyagé.
- « Il vaut mieux courir à la miche qu'au médecin[53] » : avoir un bon appétit est signe de bonne santé.
- « Lui faire passer le goût du pain[55] » : tuer quelqu’un.
- « Du pain et des jeux » : ce que réclamait le peuple romain (Panem et circenses), de la nourriture et des distractions.
- « Faire son pain » : en tirer des revenus.
- « Pain coupé n'a pas de maître[53] » : une tranche de pain posée sur la table est à tout le monde.
- En musique, faire un « pain » : c'est faire une fausse note dans un langage plutôt argotique.
- « Emprunter un pain sur la fournée » : avoir un enfant avant mariage.
- « Pain du Royaume » : l'Eucharistie.
- « Planche à pain » : femme sans poitrine.
- « Pour une bouchée de pain[55] » : réaliser un achat à très bas prix.
- « Long comme un jour sans pain[56],[55] » : durée interminable, ou personne de grande taille.
- « Avoir du pain sur la planche[55] » : initialement, ne pas avoir besoin de travailler pour manger. Depuis 1914-1918, a pris le sens de « avoir beaucoup de travail[56] ».
- « Ça se vend comme des petits pains » [53] : c'est très populaire, ça se vend bien.
- « Enlever le pain de la bouche à quelqu'un[55] » : priver quelqu'un de ce qui est nécessaire.
- « Ne pas manger de ce pain là[55] » : se dit par une personne refusant de se mêler à une affaire qui lui semble étrange (l'affaire = le pain).
- « Ne pas en perdre une miette[53] » : ne rien laisser (sous-entendu une miette de pain).
- « C'est du pain bénit[55] » : quand on parle de quelque chose qui « nous tombe du ciel » et qui est perçu comme une aubaine
- « Gagner son pain à la sueur de son front[55] » : gagner sa vie en travaillant.
- « Rompre le pain avec quelqu'un[53] » : c'est partager de manière amicale quelque chose avec un autre.
- « Pain dérobé réveille l'appétit[53] » : ce qui est attrayant est plus attractif.
- « Baragouiner » : du breton, bara, (« pain ») et gwin (« vin »). Ces termes étaient les principales revendications des soldats bretons lors de la guerre de 1870, mais, non compris par les officiers français, ils devinrent synonyme de « s'exprimer de façon incompréhensible »[57]. Cependant, baraguin était déjà en usage avant 1396 ; peut-être à la suite d'une incompréhension des Français entre « pain, vin » (bara guin) et « pain blanc » (bara guin), car guin a été aussi le masculin de guen (« blanc », gwenn)[58],[59].
- « Du pain et des jeux » (Panem et circenses), expression utilisée par Juvénal pour dénoncer la distribution de pain et l'organisation de jeux par les empereurs romains pour détourner les citoyens d'autres préoccupations importantes[60] (Les magistrats romains assuraient en effet des distributions régulières de blé[61]). Cette expression est parfois reprise pour critiquer l'indifférence face à de grands enjeux, celle d'une population qui se laisse aller tant qu'elle est nourrie et divertie, ou celle d'un gouvernement n'appliquant que des mesures de court terme pour s'attirer la bienveillence des citoyens.

### Bibliographie

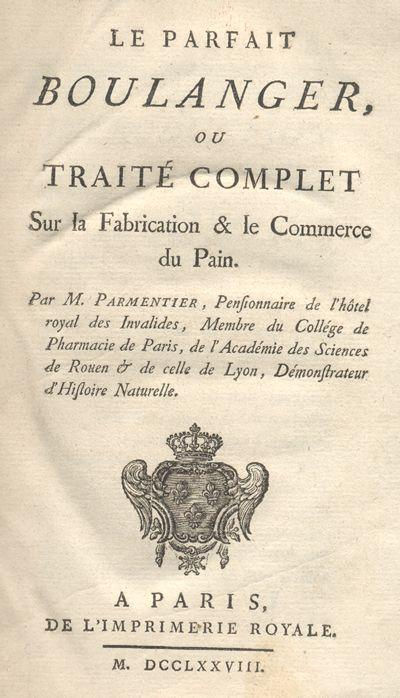
Traité de Parmentier.

### Chansons sur le pain
« Une poule sur un mur qui picore du pain dur, picoti, picota, lève la queue et puis s'en va. […] »

« Dansons la capucine
Y’a plus de pain chez nous ;
Y’en a chez la voisine
Mais ce n'est pas pour nous. […] »